# Lenguas indoeuropeas
Con el nombre de lenguas indoeuropeas se conoce a la mayor familia de lenguas del mundo en número de hablantes.
La familia indoeuropea, a la que pertenecen la mayoría de las lenguas de Europa, Gran Irán y Asia meridional, incluye más de 150 idiomas hablados por alrededor de 3200 millones de personas (aproximadamente un 45 % de la población mundial).
De estas, unos 1200 millones corresponden a hablantes de las lenguas indoiranias, unos 950 millones de hablantes de las lenguas romances y unos 820 millones de hablantes de las lenguas germánicas.

## Identificación de la familia

Distribución actual aproximada de las diferentes ramas de las lenguas indoeuropeas en Eurasia:
Lenguas griegas
Lenguas itálicas
Lenguas indoiranias
Lenguas celtas
Lenguas germánicas
Armenio
Lenguas bálticas
Lenguas eslavas
Albanés
Lenguas no-indoeuropeas
Las áreas rayadas indican áreas multilingües.

| Lenguas griegas Lenguas itálicas Lenguas indoiranias Lenguas celtas Lenguas germánicas | Armenio Lenguas bálticas Lenguas eslavas Albanés Lenguas no-indoeuropeas |

| Romance: Español Portugués Francés | Germánico: Inglés Neerlandés |

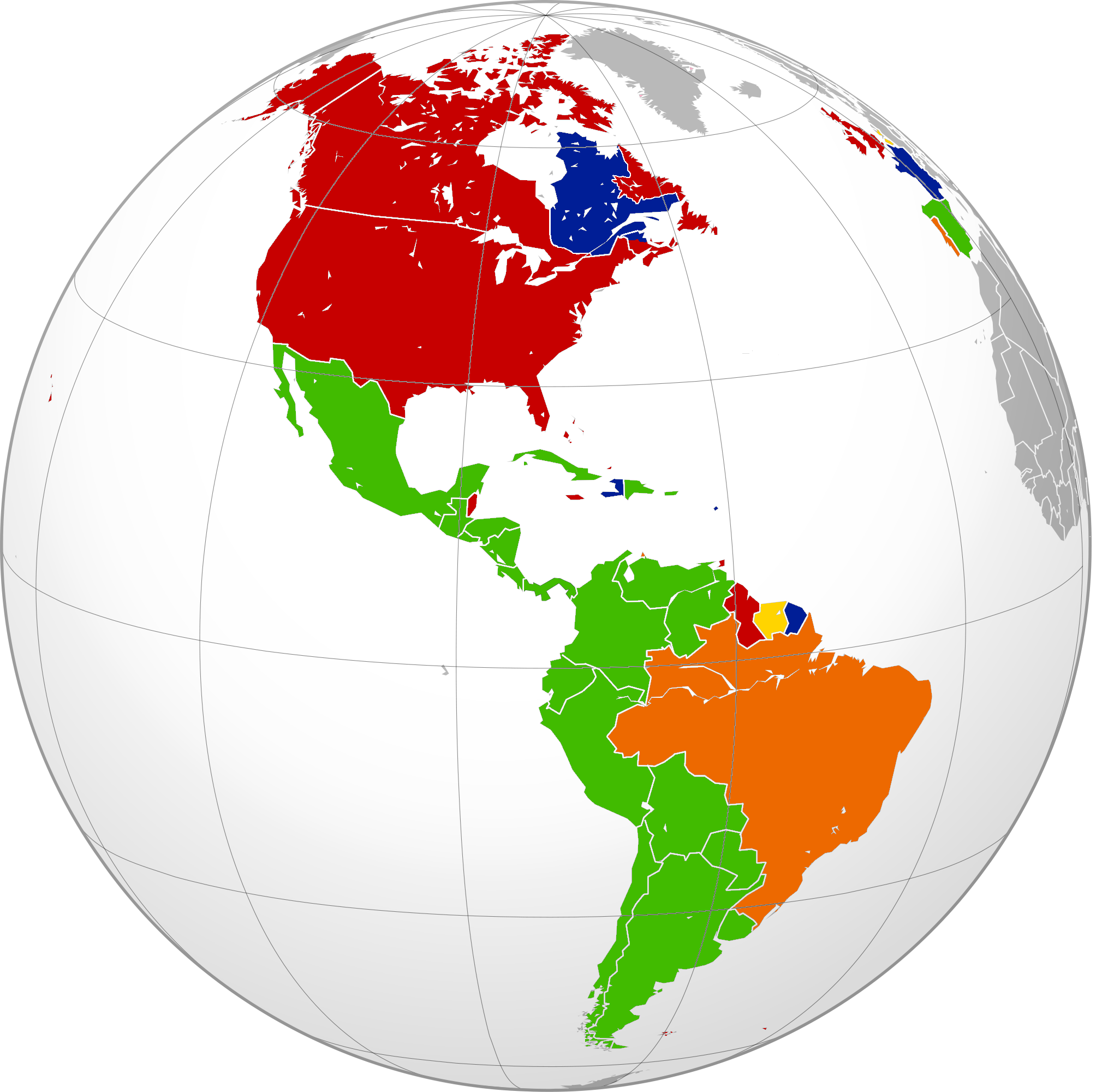
Distribución aproximada de las lenguas indoeuropeas en América, por países:
Romance:
Español
Portugués
Francés
Germánico:
Inglés
Neerlandés

El jesuita francés Gaston-Laurent Coeurdoux fue el primero en notar las similitudes entre el sánscrito, el latín y el griego, e incluso entre el alemán y el ruso, en una memoria enviada a la Académie des inscriptions et belles-lettres de Francia en 1767. A veces se atribuye erróneamente al filólogo británico sir William Jones haber sido el primero en notar las semejanzas entre el sánscrito, el latín y el griego, pues en The Sanskrit Language (1786), supone que esas tres lenguas tienen una raíz común y que, además, pueden estar ligadas al gótico, a las lenguas celtas y al persa. Franz Bopp apoyó esta hipótesis al comparar sistemáticamente estas lenguas con otras y encontrar múltiples cognados. Desde el siglo XIX, los estudiosos llamaron a esta familia «lenguas indogermánicas». Posteriormente pasó a emplearse el término «indoeuropeo» (excepto en alemán). Un buen ejemplo de la conexión indoeuropea es la enorme similitud descubierta entre el sánscrito y dialectos antiguos del lituano.
El idioma común ancestral se conoce como protoindoeuropeo. Existe desacuerdo en torno al punto geográfico en el que se originó (urheimat). Los principales lugares propuestos son el sur de Rusia, el óblast de Kurgán, el sudeste de Ucrania, Armenia o Irán.
Esta familia está formada por las siguientes subfamilias: albanesa, armenia, báltica, céltica, eslava, germánica, griega, indoirania (que incluye las lenguas indoarias y las iranias) e itálica (que incluye el latín y las lenguas romances). A ellas se suman dos subfamilias hoy desaparecidas: la anatolia (que incluye la lengua de los hititas) y la tocaria. Desde la segunda mitad del siglo xviii, y durante todo el siglo xix, la lingüística histórica y la neogramática intentaron reunir datos suficientes para demostrar que este conjunto de lenguas, aparentemente diversas, formaban parte de una única familia.
Los documentos del sánscrito y del griego clásico (los más antiguos de las lenguas indoeuropeas si exceptuamos los hititas, que por entonces no estaban descifrados) presentan las formas características propias de las lenguas indoeuropeas, lo que demuestra la existencia de una lengua madre común. Las relaciones entre el sánscrito, el griego clásico y el latín se habían comprobado ya hacia principios del siglo xix.
Por otro lado, los gramáticos de la India elaboraron una clasificación sistemática de los elementos que constituyeron antiguamente el sánscrito. El estudio realizado en la India se completa con otro estudio sistemático y comparativo de los sistemas fonéticos y gramaticales de las lenguas europeas.
La conclusión de este esfuerzo conjunto fue el establecimiento de la existencia del protoindoeuropeo, lengua madre común a los idiomas estudiados, efectuándose una reconstrucción de los rasgos fonéticos y gramaticales que este debía tener. El indoeuropeo es, pues, una lengua reconstruida y fechada hacia el 3000 a. C., puesto que hacia el 2000 a. C. ya se encuentran rasgos de diferenciación notables entre las lenguas nacidas del mismo.
En general, las lenguas indoeuropeas, muestran cierta pérdida progresiva de la flexión. Por lo que se supone, el protoindoeuropeo fue una lengua muy flexiva, como lo demuestran otras lenguas clásicas, como el sánscrito, el avéstico y el griego. Frente a esto, algunas lenguas modernas, tras un largo proceso evolutivo, están orientadas hacia una vía analítica, como por ejemplo el inglés, el francés y el persa, usando complementos con preposición y verbos auxiliares en lugar de la declinación nominal y la conjugación verbal; otras, como el español o el italiano siguen manteniendo una gran flexión en sus conjugaciones, tiempos y modos verbales aunque también han perdido la mayor parte de la flexividad en sustantivos y adjetivos que se daba en las declinaciones latinas; mientras que lenguas como el alemán o el ruso, en cambio, mantienen un sistema de declinaciones.
En gran parte, la pérdida de los elementos flexivos ha sido el resultado de un largo proceso que ha conducido a la pérdida de las sílabas finales de las palabras; así, muchas de las indoeuropeas eran más breves que las correspondientes protoindoeuropeas. Además, en otras lenguas ha tenido lugar el desarrollo de nuevos procedimientos gramaticales y ha habido numerosos cambios de significado en algunas palabras concretas.

## Características comunes
El protoindoeuropeo presenta muchos rasgos que han desaparecido de la mayoría de las lenguas indoeuropeas modernas. De hecho, entre las lenguas indoeuropeas se encuentran tipologías gramaticales que las hacen muy diferentes entre sí, no siendo cierto que todas las lenguas indoeuropeas conserven actualmente «parecido» entre sí, y su relación filogenética muchas veces solo es accesible mediante el estudio comparado profundo de las mismas y no por su aspecto superficial o las características gramaticales más evidentes. Esto se debe a que estas lenguas han seguido evoluciones marcadamente diferentes en cada región donde se hablan. Sin embargo, se reconocen algunas características casi universales en todas ellas:
- Las lenguas indoeuropeas son lenguas altamente fusionantes.
- El alineamiento morfosintáctico es de tipo nominativo-acusativo.
- La categoría gramatical de número se marca obligatoriamente tanto en los nombres y pronombres como en las formas personales del verbo. La mayoría de las lenguas distinguen solo singular y plural, aunque algunas lenguas poseen también dual.
- La gran mayoría de las lenguas indoeuropeas poseen algún tipo de distinción de género gramatical, si bien algunas lenguas como el inglés restringen esta distinción a los pronombres personales y en otras lenguas, como el armenio y el persa moderno, las distinciones de género gramatical han desaparecido por completo.

### Género gramatical
El sánscrito, el latín y el griego clásico distinguían entre tres géneros gramaticales: masculino, femenino y neutro. Aunque muchas lenguas indoeuropeas más modernas han perdido alguno de estos tres géneros, en las lenguas romances (con la excepción del asturleonés), las lenguas celtas modernas y las lenguas bálticas, el género neutro se ha asimilado al masculino o al femenino. En neerlandés y algunas de las lenguas escandinavas, el femenino ha desaparecido manteniéndose la oposición entre masculino y neutro. En inglés, la distinción de género solo existe en los pronombres de tercera persona de singular (marginalmente cuando el referente es un vehículo o un país puede usarse she para referirse a ellos), aunque en inglés antiguo el género también existía en los demostrativos y el artículo. Algunas lenguas modernas, como el armenio, han perdido completamente la distinción de género tanto en el nombre como en el pronombre. En muchas lenguas iranias modernas existen solo dos géneros: en persa moderno solo existe distinción entre género humano y no humano y en pastún entre masculino y femenino. También muchas lenguas índicas han perdido alguno de los tres géneros presentes en sánscrito, el hindi-urdu solo diferencia entre masculino y femenino, habiéndose perdido el neutro. En bengalí la pérdida ha ido más allá y la distinción de género ya no existe, o más exactamente no es morfológicamente productiva, aunque hay residuos en el léxico.
El número de géneros en el indoeuropeo más antiguo reconstruible es dudoso, ya que parece que las lenguas anatolias más antiguas solo reflejan una distinción entre género animado y género inanimado en el adjetivo. Rodríguez Adrados ha propuesto que esta es la distinción más antigua y secundariamente apareció en el resto de las ramas también el género femenino.

### Número gramatical
En el estadio más antiguo de las lenguas indoiranias, griegas, eslavas y celtas existían tres posibilidades para el número: singular, dual y plural. En las otras ramas de la familia se registran solo dos números: singular y plural (marginalmente en latín se tiene vīgintī '20' con terminación de dual). Actualmente el dual ha desaparecido de todas las ramas de la familia indoeuropea, excepto entre las lenguas eslavas.
Se ha reconstruido al antecesor de todo el indoeuropeo no anatolio (pIE-II) como una lengua en la que habrían existido tres números, como en las ramas indoirania y griega. Sin embargo, el anatolio solo testimonia dos números, por lo que probablemente el protoindoeuropeo común (pIE-I) habría sido una lengua con solo dos números, siendo la creación del dual una innovación posterior del indoeuropeo no anatolio.

### Caso gramatical
Las lenguas indoeuropeas más antiguas de todas las ramas de la familia (griego micénico, hitita, sánscrito, latín, antiguo irlandés, eslavo eclesiástico, ...) son lenguas flexivas con un sistema de 5 a 8 casos morfológicos. El número de casos del protoindoeuropeo es materia de debate porque no está claro que el sistema máximo de casos con caso nominativo, vocativo, acusativo, genitivo, dativo, ablativo, locativo e instrumental que encontramos en sánscrito se remonte enteramente al estadio más antiguo reconstruible. De hecho, algunos autores argumentan que existen residuos de un pre-protoindoeuropeo no flexivo anterior al protoindoeuropeo común.
Muchas lenguas indoeuropeas modernas, sin embargo, han perdido gran parte del sistema de casos y la conjugación que caracterizaban a las lenguas indoeuropeas más antiguas. Así, entre las lenguas romances, derivadas del latín, solo el rumano conserva un sistema reducido de casos. Las lenguas germánicas igualmente han reducido el número de casos con formas distintivas, habiendo desaparecido en inglés por completo las marcas de caso específicas en el sustantivo. Las lenguas indoiranias han sufrido así mismo una acusada disminución del número de casos. El hindi-urdu posee un sistema de solo tres casos: directo o nominativo, vocativo y oblicuo o preposicional. Una situación similar se da en muchas lenguas iranias, como el pastún de Afganistán. El griego moderno también ha reducido el número de casos respecto al griego clásico, pero junto con las lenguas eslavas y el lituano forma parte de las lenguas indoeuropeas con una flexión nominal con mayor número de casos distintos.

### Conjugación verbal
El sistema verbal de la mayoría de las ramas del indoeuropeo parece haber sufrido más cambios que el sistema de flexión nominal. Por esa razón, la reconstrucción se ha basado más en las terminaciones y las marcas morfológicas que en las categorías representadas.
Antes del descubrimiento de las lenguas anatolias y su parentesco con las lenguas indoeuropeas, el sistema verbal reconstruido para el protoindoeuropeo se basaba ampliamente en el griego y en el sánscrito. Este sistema reconstruido constaría de:
- Cuatro modos: indicativo, subjuntivo, imperativo e infinitivo.
- Dos voces: voz activa y voz media.
- Tiempos gramaticales derivados de tres formas de la raíz, dependientes del aspecto gramatical: formas de imperfecto, formas de perfecto y formas de aoristo.

Este sistema máximo, llamado modelo grecoario o indogriego, fue considerado el resultado de innovaciones tardías cuando se conoció mejor el sistema verbal del anatolio. El sistema verbal del indoeuropeo más antiguo resulta, sin embargo, de difícil reconstrucción, ya que el anatolio presenta un sistema verbal mucho más simple y es, por tanto, imposible distinguir hasta qué punto se debe a pérdida de modos o tiempos o hasta qué punto el sistema de las lenguas con una conjugación más amplia es el resultado de innovaciones.
En las lenguas modernas, especialmente en las europeas, han aparecido numerosas formas verbales basadas en verbos auxiliares y perífrasis. Así, las lenguas romances y las germánicas, como el inglés o el alemán, han perdido las formas sintéticas de la voz pasiva y las formas de perfecto, presentes en lenguas antiguas como el latín o el gótico, habiendo sido substituidas con formas perifrásticas con los verbos 'ser' y 'haber'.

### Comparación léxica
El léxico común heredado es la evidencia más clara del parentesco genético entre las lenguas indoeuropeas. El trabajo a partir del método comparativo ha permitido compilar diccionarios con varios miles de términos reconstruidos (precedidos de *). La siguiente tabla da los numerales reconstruidos para diferentes ramas de la familia:
|    | proto-IE  | PROTO- GERMÁNICO | PROTO- ITÁLICO | PROTO- CELTA | PROTO- BÁLTICO | antiguo eslavo | PROTO- ALBANÉS | PROTO- INDOIRANIO | PROTO- ANATOLIO | PROTO- GRIEGO | PROTO- ARMENIO | PROTO- TOCARIO |
| -- | --------- | ---------------- | -------------- | ------------ | -------------- | -------------- | -------------- | ----------------- | --------------- | ------------- | -------------- | -------------- |
| 1  | *oynos    | *ainaz           | *oinos         | *oinos       | *oīns          | jedĭnŭ         | *(ai)ɲa        | *aiwas            | *ānt            | *hens         | *mik           | *ṣēs           |
| 2  | *dwō      | *twai            | *duō           | *dwei        | *dw(ā)i        | dŭva           | *dui           | *dwā              | *dā-            | *dúwō         | *tgu           | *wu            |
| 3  | *treyes   | *θreiz           | *treies        | *treis       | *trijas        | trĭje          | *tre(ye)       | *trayas           | *tri-           | *treīs        | *erek'         | *treyɨ         |
| 4  | *kʷetwor- | *fiθwor          | *kʷetwōr       | *kʷetwar-    | *keturi        | četyre         | *katur         | *ćatwaras         | *mewi-          | *kʷétwores    | *ć'eyork'      | *śɨtwerɨ       |
| 5  | *penkʷe   | *fimf-           | *kʷenkʷe       | *kʷenkʷe     | *penki         | pętĭ           | *penće         | *panća            | *panku          | *pénkʷe       | *pink          | *pɨnśɨ         |
| 6  | *sweks    | *seks            | *seks          | *sweχ        | *sweši         | šestĭ          | *skes-         | *šwaćs            |                 | *hweks        | *hweć'         | *ṣɨks          |
| 7  | *septm    | *sibun           | *septem        | *seχtam      | *septīni       | sedmĭ          | *septa-        | *sapta            |                 | *heptá        | *hewt'm        | *šɨptɨ         |
| 8  | *h3oktōw  | *ahtō            | *oktō          | *oχtū        | *aštōni        | osmĭ           | *(ak)te-       | *aštā             | *haktau         | *oktō         | *ut'           | *oktɨ          |
| 9  | *h1newn   | *niwun           | *nowem         | *nowan       | *newīni        | devętĭ         | *nan-          | *nawa             | *nu-            | *ennéwa       | *inn           | *ñɨwɨ          |
| 10 | *deḱm     | *tehun           | *dekem         | *dekam       | *dešīmt-       | desętĭ         | *ðeć-          | *daća             |                 | *déka         | *desm          | *śɨkɨ          |

### Comparación de las conjugaciones
En las tablas siguientes se presenta una comparación de las conjugaciones del presente temático indicativo de la raíz verbal *bʰer- con el significado de ‘llevar’, y de la que proceden el verbo inglés to bear, el griego férō y el latino fero-, así como sus reflejos en varios idiomas de IE atestiguados tempranamente, y sus descendientes o parientes modernos, lo que demuestra que todos los idiomas tenían en la etapa inicial un sistema de verbo inflexión.
| Pronombres     | Protoindoeuropeo *bʰer- ‘llevar’, ‘soportar’ |
| -------------- | -------------------------------------------- |
| Yo             | *bʰéroh₂                                     |
| Tú             | *bʰéresi                                     |
| Él / Ella      | *bʰéreti                                     |
| Nosotros (dos) | *bʰérowos                                    |
| Vosotros (dos) | *bʰéreth₁es                                  |
| Ellos (dos)    | *bʰéretes                                    |
| Nosotros       | *bʰéromos                                    |
| Vosotros       | *bʰérete                                     |
| Ellos          | *bʰéronti                                    |

| Subgrupo mayor        | Helénica       | Indoiranias      | Indoiranias | Itálicas     | Celtas                   | Armenio          | Armenio            | Germánicas | Baltoeslavas     | Baltoeslavas                | Albanés         |
| Subgrupo mayor        | Helénica       | Indoarias        | Iranias     | Itálicas     | Celtas                   | Armenio          | Armenio            | Germánicas | Bálticas         | Eslavas                     | Albanés         |
| Representante antiguo | Griego antiguo | Sánscrito védico | Avéstico    | Latín        | Irlandés antiguo         | Armenio clásico  | Armenio clásico    | Gótico     | Prusiano antiguo | Antiguo eslavo eclesiástico | Albanés antiguo |
| --------------------- | -------------- | ---------------- | ----------- | ------------ | ------------------------ | ---------------- | ------------------ | ---------- | ---------------- | --------------------------- | --------------- |
| Yo                    | phérō          | bʰárāmi; भरामि     | barā        | ferō         | biru; berim              | berem            | berem              | baíra      | *bera            | berǫ                        | *berja          |
| Tú                    | phéreis        | bʰárasi; भरसि     | barahi      | fers         | biri; berir              | beres            | beres              | baíris     | *bera            | bereši                      | *berje          |
| Él / Ella             | phérei         | bʰárati; भरति     | baraiti     | fert         | berid                    | berē             | berē               | baíriþ     | *bera            | beretъ                      | *berjet         |
| Nosotros (dos)        | —              | bʰárāvas; भरावस्   | barāvahi    | —            | —                        | —                | —                  | baíros     | —                | berevě                      | —               |
| Vosotros (dos)        | phéreton       | bʰárathas; भरथस्  | —           | —            | —                        | —                | —                  | baírats    | —                | bereta                      | —               |
| Ellos (dos)           | phéreton       | bʰáratas;भरतस्    | baratō      | —            | —                        | —                | —                  | —          | —                | berete                      | —               |
| Nosotros              | phéromen       | bʰárāmas; भरामस्   | barāmahi    | ferimus      | bermai                   | beremkʿ          | beremkʿ            | baíram     | *beramai         | beremъ                      | *berjame        |
| Vosotros              | phérete        | bʰáratha; भरथ    | baraϑa      | fertis       | beirthe                  | berēkʿ           | berēkʿ             | baíriþ     | *beratei         | berete                      | *berjeju        |
| Ellos                 | phérousi       | bʰáranti; भरन्ति   | barəṇti     | ferunt       | berait                   | beren            | beren              | baírand    | *bera            | berǫtъ                      | *berjanti       |
| Representante moderno | Griego moderno | Hindi-Urdú       | Persa       | Español      | Irlandés                 | Armenio Oriental | Armenio Occidental | Alemán     | Lituano          | Esloveno                    | Albanés         |
| Yo                    | férno          | bʰarūm̥; भरूँ       | {mi}baram   | {con}fiero   | beirim                   | berum em         | g'perem            | {ge}bäre   | beriu            | bérem                       | bie             |
| Tú                    | férnis         | bʰarē; भरे        | {mi}bari    | {con}fieres  | beirir                   | berum es         | g'peres            | {ge}bierst | beri             | béreš                       | bie             |
| Él / Ello             | férni          | bʰarē; भरे        | {mi}barad   | {con}fiere   | beireann; beiridh        | berum ē          | g'perē             | {ge}biert  | beria            | bére                        | bie             |
| Nosotros dos          | —              | —                | —           | —            | —                        | —                | —                  | —          | beriava          | béreva                      | —               |
| Vosotros dos          | —              | —                | —           | —            | —                        | —                | —                  | —          | beriata          | béreta                      | —               |
| Ellos dos             | —              | —                | —           | —            | —                        | —                | —                  | —          | beria            | béreta                      | —               |
| Nosotros              | férnume        | bʰarēm̥; भरें       | {mi}barim   | {con}ferimos | beirimid; beiream        | berum enkʿ       | g'perenkʿ          | {ge}bären  | beriame          | béremo                      | biem            |
| Vosotros              | férnete        | bʰaro; भरो        | {mi}barid   | {con}ferís   | beireann sibh; beirthaoi | berum ekʿ        | g'perekʿ           | {ge}bärt   | beriate          | bérete                      | bini            |
| Ellos                 | férnun         | bʰarēm̥; भरें       | {mi}barand  | {con}fieren  | beirid                   | berum en         | g'peren            | {ge}bären  | beria            | bérejo/berọ́                 | bien            |

## Clasificación de las lenguas indoeuropeas

Árbol de las lenguas indoeuropeas.

Tradicionalmente, el indoeuropeo se clasificaba en dos grupos: lenguas satem y lenguas centum, que recibieron esos nombres dependiendo de si la serie de fonemas velares protoindoeuropeos /*k, *g, *gh/ se palatalizaba (*kntom ‘[el número] 100’ es en avéstico satem) o no (*kntom dio en latín centum). Sin embargo, hoy en día no se concede apenas importancia al cambio (uno entre tantos), ni se cree que sea un criterio sólido que clasifique adecuadamente a las lenguas indoeuropeas. De hecho, varias clasificaciones que tratan de reconstruir el árbol cladístico de las lenguas indoeuropeas ni siquiera consideran a las lenguas satem como una rama propiamente. Eso sugiere que la palatalización se extendió entre lo que eran diferentes ramas de la familia.
La primera rama que se separó del tronco común fue la rama anatolia y algo más tarde la rama tocaria, ambas ramas están actualmente extintas (sin descendientes hablados actualmente). Estas dos ramas no presentan la típica palatalización de las lenguas satem, incluso cuando el tocario es una rama «oriental». De hecho es la única lengua oriental que no palataliza, lo cual sugiere que la palatalización en la que se basa la división centum / satem es relativamente tardía. Las subdivisiones restantes son algo más discutidas, aunque parece claro que el griego, el armenio y probablemente otras lenguas paleobalcánicas formarían juntas una subdivisión. Esta rama greco-armenia incluye tanto lenguas satem como lenguas centum, razón por la cual se considera que la división satem-centum no es adecuada, dado que ninguna de las dos subdivisiones serían ramas cladísticas propiamente dichas.

### Subdivisiones principales
Las relaciones internas entre estos grupos de último nivel son algo más complicadas y polémicas, y todavía existen discrepancias menores. Por ejemplo, aunque universalmente se reconoce una especial relación entre el grupo griego y algunas lenguas paleobalcánicas (en particular el armenio), no está claro por ejemplo si las lenguas indoiranias se formaron por una división de un hipotético proto-indoeslavo o, por el contrario, deben considerarse el resultado de la escisión de un hipotético proto-indogriego. Y problemas similares se encuentran con las lenguas germánicas, las lenguas eslavas, las lenguas celtas o las lenguas itálicas.
Recientemente han aparecido tres intentos de clasificación interna agrupando los subgrupos básicos anteriores: El árbol filogenético de Gray-Atkinson (The 'New Zealand' family tree, 2003), el árbol filogenético de Ringe-Warnow-Taylor (The 'Pennsylvania' family tree, 2002) y el árbol filogenético de Gamallo-Pichel-Alegria (Measuring Language Distance of Indoeuropean Languages, 2020). El primero se basa estrictamente en léxico compartido y substituido, el segundo se basa en isoglosas fonológicas y morfológicas, el tercero en isoglosas y léxico derivado del protoindoeuropeo. Aunque ambas clasificaciones presentan algunos puntos comunes, también difieren de manera importante en otros detalles. Las ramas marcadas con (†) corresponden a ramas o lenguas extintas que dejaron de tener hablantes nativos. El árbol de Gray-Atkinson tiene la siguiente forma:

|  | griegas  |
|  |          |
|  | armenias |
|  |          |

|  | albánicas    |
|  |              |
|  | indo-iranias |
|  |              |

|  | bálticas |
|  |          |
|  | eslavas  |
|  |          |

|              | germánicas                                          |
|              |                                                     |
| italo-celtas | \| \| itálicas \| \| \| \| \| \| celtas \| \| \| \| |
|              | \| \| itálicas \| \| \| \| \| \| celtas \| \| \| \| |
|              | itálicas                                            |
|              |                                                     |
|              | celtas                                              |
|              |                                                     |

|  | itálicas |
|  |          |
|  | celtas   |
|  |          |

|  | bálticas |
|  |          |
|  | eslavas  |
|  |          |

|              | germánicas                                          |
|              |                                                     |
| italo-celtas | \| \| itálicas \| \| \| \| \| \| celtas \| \| \| \| |
|              | \| \| itálicas \| \| \| \| \| \| celtas \| \| \| \| |
|              | itálicas                                            |
|              |                                                     |
|              | celtas                                              |
|              |                                                     |

|  | itálicas |
|  |          |
|  | celtas   |
|  |          |

|  | albánicas    |
|  |              |
|  | indo-iranias |
|  |              |

|  | bálticas |
|  |          |
|  | eslavas  |
|  |          |

|              | germánicas                                          |
|              |                                                     |
| italo-celtas | \| \| itálicas \| \| \| \| \| \| celtas \| \| \| \| |
|              | \| \| itálicas \| \| \| \| \| \| celtas \| \| \| \| |
|              | itálicas                                            |
|              |                                                     |
|              | celtas                                              |
|              |                                                     |

|  | itálicas |
|  |          |
|  | celtas   |
|  |          |

|  | bálticas |
|  |          |
|  | eslavas  |
|  |          |

|              | germánicas                                          |
|              |                                                     |
| italo-celtas | \| \| itálicas \| \| \| \| \| \| celtas \| \| \| \| |
|              | \| \| itálicas \| \| \| \| \| \| celtas \| \| \| \| |
|              | itálicas                                            |
|              |                                                     |
|              | celtas                                              |
|              |                                                     |

|  | itálicas |
|  |          |
|  | celtas   |
|  |          |

|  | griegas  |
|  |          |
|  | armenias |
|  |          |

|  | albánicas    |
|  |              |
|  | indo-iranias |
|  |              |

|  | bálticas |
|  |          |
|  | eslavas  |
|  |          |

|              | germánicas                                          |
|              |                                                     |
| italo-celtas | \| \| itálicas \| \| \| \| \| \| celtas \| \| \| \| |
|              | \| \| itálicas \| \| \| \| \| \| celtas \| \| \| \| |
|              | itálicas                                            |
|              |                                                     |
|              | celtas                                              |
|              |                                                     |

|  | itálicas |
|  |          |
|  | celtas   |
|  |          |

|  | bálticas |
|  |          |
|  | eslavas  |
|  |          |

|              | germánicas                                          |
|              |                                                     |
| italo-celtas | \| \| itálicas \| \| \| \| \| \| celtas \| \| \| \| |
|              | \| \| itálicas \| \| \| \| \| \| celtas \| \| \| \| |
|              | itálicas                                            |
|              |                                                     |
|              | celtas                                              |
|              |                                                     |

|  | itálicas |
|  |          |
|  | celtas   |
|  |          |

|  | albánicas    |
|  |              |
|  | indo-iranias |
|  |              |

|  | bálticas |
|  |          |
|  | eslavas  |
|  |          |

|              | germánicas                                          |
|              |                                                     |
| italo-celtas | \| \| itálicas \| \| \| \| \| \| celtas \| \| \| \| |
|              | \| \| itálicas \| \| \| \| \| \| celtas \| \| \| \| |
|              | itálicas                                            |
|              |                                                     |
|              | celtas                                              |
|              |                                                     |

|  | itálicas |
|  |          |
|  | celtas   |
|  |          |

|  | bálticas |
|  |          |
|  | eslavas  |
|  |          |

|              | germánicas                                          |
|              |                                                     |
| italo-celtas | \| \| itálicas \| \| \| \| \| \| celtas \| \| \| \| |
|              | \| \| itálicas \| \| \| \| \| \| celtas \| \| \| \| |
|              | itálicas                                            |
|              |                                                     |
|              | celtas                                              |
|              |                                                     |

|  | itálicas |
|  |          |
|  | celtas   |
|  |          |

|  | griegas  |
|  |          |
|  | armenias |
|  |          |

|  | albánicas    |
|  |              |
|  | indo-iranias |
|  |              |

|  | bálticas |
|  |          |
|  | eslavas  |
|  |          |

|              | germánicas                                          |
|              |                                                     |
| italo-celtas | \| \| itálicas \| \| \| \| \| \| celtas \| \| \| \| |
|              | \| \| itálicas \| \| \| \| \| \| celtas \| \| \| \| |
|              | itálicas                                            |
|              |                                                     |
|              | celtas                                              |
|              |                                                     |

|  | itálicas |
|  |          |
|  | celtas   |
|  |          |

|  | bálticas |
|  |          |
|  | eslavas  |
|  |          |

|              | germánicas                                          |
|              |                                                     |
| italo-celtas | \| \| itálicas \| \| \| \| \| \| celtas \| \| \| \| |
|              | \| \| itálicas \| \| \| \| \| \| celtas \| \| \| \| |
|              | itálicas                                            |
|              |                                                     |
|              | celtas                                              |
|              |                                                     |

|  | itálicas |
|  |          |
|  | celtas   |
|  |          |

|  | albánicas    |
|  |              |
|  | indo-iranias |
|  |              |

|  | bálticas |
|  |          |
|  | eslavas  |
|  |          |

|              | germánicas                                          |
|              |                                                     |
| italo-celtas | \| \| itálicas \| \| \| \| \| \| celtas \| \| \| \| |
|              | \| \| itálicas \| \| \| \| \| \| celtas \| \| \| \| |
|              | itálicas                                            |
|              |                                                     |
|              | celtas                                              |
|              |                                                     |

|  | itálicas |
|  |          |
|  | celtas   |
|  |          |

|  | bálticas |
|  |          |
|  | eslavas  |
|  |          |

|              | germánicas                                          |
|              |                                                     |
| italo-celtas | \| \| itálicas \| \| \| \| \| \| celtas \| \| \| \| |
|              | \| \| itálicas \| \| \| \| \| \| celtas \| \| \| \| |
|              | itálicas                                            |
|              |                                                     |
|              | celtas                                              |
|              |                                                     |

|  | itálicas |
|  |          |
|  | celtas   |
|  |          |

|  | griegas  |
|  |          |
|  | armenias |
|  |          |

|  | albánicas    |
|  |              |
|  | indo-iranias |
|  |              |

|  | bálticas |
|  |          |
|  | eslavas  |
|  |          |

|              | germánicas                                          |
|              |                                                     |
| italo-celtas | \| \| itálicas \| \| \| \| \| \| celtas \| \| \| \| |
|              | \| \| itálicas \| \| \| \| \| \| celtas \| \| \| \| |
|              | itálicas                                            |
|              |                                                     |
|              | celtas                                              |
|              |                                                     |

|  | itálicas |
|  |          |
|  | celtas   |
|  |          |

|  | bálticas |
|  |          |
|  | eslavas  |
|  |          |

|              | germánicas                                          |
|              |                                                     |
| italo-celtas | \| \| itálicas \| \| \| \| \| \| celtas \| \| \| \| |
|              | \| \| itálicas \| \| \| \| \| \| celtas \| \| \| \| |
|              | itálicas                                            |
|              |                                                     |
|              | celtas                                              |
|              |                                                     |

|  | itálicas |
|  |          |
|  | celtas   |
|  |          |

|  | albánicas    |
|  |              |
|  | indo-iranias |
|  |              |

|  | bálticas |
|  |          |
|  | eslavas  |
|  |          |

|              | germánicas                                          |
|              |                                                     |
| italo-celtas | \| \| itálicas \| \| \| \| \| \| celtas \| \| \| \| |
|              | \| \| itálicas \| \| \| \| \| \| celtas \| \| \| \| |
|              | itálicas                                            |
|              |                                                     |
|              | celtas                                              |
|              |                                                     |

|  | itálicas |
|  |          |
|  | celtas   |
|  |          |

|  | bálticas |
|  |          |
|  | eslavas  |
|  |          |

|              | germánicas                                          |
|              |                                                     |
| italo-celtas | \| \| itálicas \| \| \| \| \| \| celtas \| \| \| \| |
|              | \| \| itálicas \| \| \| \| \| \| celtas \| \| \| \| |
|              | itálicas                                            |
|              |                                                     |
|              | celtas                                              |
|              |                                                     |

|  | itálicas |
|  |          |
|  | celtas   |
|  |          |

|  | griegas  |
|  |          |
|  | armenias |
|  |          |

|  | albánicas    |
|  |              |
|  | indo-iranias |
|  |              |

|  | bálticas |
|  |          |
|  | eslavas  |
|  |          |

|              | germánicas                                          |
|              |                                                     |
| italo-celtas | \| \| itálicas \| \| \| \| \| \| celtas \| \| \| \| |
|              | \| \| itálicas \| \| \| \| \| \| celtas \| \| \| \| |
|              | itálicas                                            |
|              |                                                     |
|              | celtas                                              |
|              |                                                     |

|  | itálicas |
|  |          |
|  | celtas   |
|  |          |

|  | bálticas |
|  |          |
|  | eslavas  |
|  |          |

|              | germánicas                                          |
|              |                                                     |
| italo-celtas | \| \| itálicas \| \| \| \| \| \| celtas \| \| \| \| |
|              | \| \| itálicas \| \| \| \| \| \| celtas \| \| \| \| |
|              | itálicas                                            |
|              |                                                     |
|              | celtas                                              |
|              |                                                     |

|  | itálicas |
|  |          |
|  | celtas   |
|  |          |

|  | albánicas    |
|  |              |
|  | indo-iranias |
|  |              |

|  | bálticas |
|  |          |
|  | eslavas  |
|  |          |

|              | germánicas                                          |
|              |                                                     |
| italo-celtas | \| \| itálicas \| \| \| \| \| \| celtas \| \| \| \| |
|              | \| \| itálicas \| \| \| \| \| \| celtas \| \| \| \| |
|              | itálicas                                            |
|              |                                                     |
|              | celtas                                              |
|              |                                                     |

|  | itálicas |
|  |          |
|  | celtas   |
|  |          |

|  | bálticas |
|  |          |
|  | eslavas  |
|  |          |

|              | germánicas                                          |
|              |                                                     |
| italo-celtas | \| \| itálicas \| \| \| \| \| \| celtas \| \| \| \| |
|              | \| \| itálicas \| \| \| \| \| \| celtas \| \| \| \| |
|              | itálicas                                            |
|              |                                                     |
|              | celtas                                              |
|              |                                                     |

|  | itálicas |
|  |          |
|  | celtas   |
|  |          |

|  | griegas  |
|  |          |
|  | armenias |
|  |          |

|  | albánicas    |
|  |              |
|  | indo-iranias |
|  |              |

|  | bálticas |
|  |          |
|  | eslavas  |
|  |          |

|              | germánicas                                          |
|              |                                                     |
| italo-celtas | \| \| itálicas \| \| \| \| \| \| celtas \| \| \| \| |
|              | \| \| itálicas \| \| \| \| \| \| celtas \| \| \| \| |
|              | itálicas                                            |
|              |                                                     |
|              | celtas                                              |
|              |                                                     |

|  | itálicas |
|  |          |
|  | celtas   |
|  |          |

|  | bálticas |
|  |          |
|  | eslavas  |
|  |          |

|              | germánicas                                          |
|              |                                                     |
| italo-celtas | \| \| itálicas \| \| \| \| \| \| celtas \| \| \| \| |
|              | \| \| itálicas \| \| \| \| \| \| celtas \| \| \| \| |
|              | itálicas                                            |
|              |                                                     |
|              | celtas                                              |
|              |                                                     |

|  | itálicas |
|  |          |
|  | celtas   |
|  |          |

|  | albánicas    |
|  |              |
|  | indo-iranias |
|  |              |

|  | bálticas |
|  |          |
|  | eslavas  |
|  |          |

|              | germánicas                                          |
|              |                                                     |
| italo-celtas | \| \| itálicas \| \| \| \| \| \| celtas \| \| \| \| |
|              | \| \| itálicas \| \| \| \| \| \| celtas \| \| \| \| |
|              | itálicas                                            |
|              |                                                     |
|              | celtas                                              |
|              |                                                     |

|  | itálicas |
|  |          |
|  | celtas   |
|  |          |

|  | bálticas |
|  |          |
|  | eslavas  |
|  |          |

|              | germánicas                                          |
|              |                                                     |
| italo-celtas | \| \| itálicas \| \| \| \| \| \| celtas \| \| \| \| |
|              | \| \| itálicas \| \| \| \| \| \| celtas \| \| \| \| |
|              | itálicas                                            |
|              |                                                     |
|              | celtas                                              |
|              |                                                     |

|  | itálicas |
|  |          |
|  | celtas   |
|  |          |

|  | griegas  |
|  |          |
|  | armenias |
|  |          |

|  | albánicas    |
|  |              |
|  | indo-iranias |
|  |              |

|  | bálticas |
|  |          |
|  | eslavas  |
|  |          |

|              | germánicas                                          |
|              |                                                     |
| italo-celtas | \| \| itálicas \| \| \| \| \| \| celtas \| \| \| \| |
|              | \| \| itálicas \| \| \| \| \| \| celtas \| \| \| \| |
|              | itálicas                                            |
|              |                                                     |
|              | celtas                                              |
|              |                                                     |

|  | itálicas |
|  |          |
|  | celtas   |
|  |          |

|  | bálticas |
|  |          |
|  | eslavas  |
|  |          |

|              | germánicas                                          |
|              |                                                     |
| italo-celtas | \| \| itálicas \| \| \| \| \| \| celtas \| \| \| \| |
|              | \| \| itálicas \| \| \| \| \| \| celtas \| \| \| \| |
|              | itálicas                                            |
|              |                                                     |
|              | celtas                                              |
|              |                                                     |

|  | itálicas |
|  |          |
|  | celtas   |
|  |          |

|  | albánicas    |
|  |              |
|  | indo-iranias |
|  |              |

|  | bálticas |
|  |          |
|  | eslavas  |
|  |          |

|              | germánicas                                          |
|              |                                                     |
| italo-celtas | \| \| itálicas \| \| \| \| \| \| celtas \| \| \| \| |
|              | \| \| itálicas \| \| \| \| \| \| celtas \| \| \| \| |
|              | itálicas                                            |
|              |                                                     |
|              | celtas                                              |
|              |                                                     |

|  | itálicas |
|  |          |
|  | celtas   |
|  |          |

|  | bálticas |
|  |          |
|  | eslavas  |
|  |          |

|              | germánicas                                          |
|              |                                                     |
| italo-celtas | \| \| itálicas \| \| \| \| \| \| celtas \| \| \| \| |
|              | \| \| itálicas \| \| \| \| \| \| celtas \| \| \| \| |
|              | itálicas                                            |
|              |                                                     |
|              | celtas                                              |
|              |                                                     |

|  | itálicas |
|  |          |
|  | celtas   |
|  |          |

|  | griegas  |
|  |          |
|  | armenias |
|  |          |

|  | albánicas    |
|  |              |
|  | indo-iranias |
|  |              |

|  | bálticas |
|  |          |
|  | eslavas  |
|  |          |

|              | germánicas                                          |
|              |                                                     |
| italo-celtas | \| \| itálicas \| \| \| \| \| \| celtas \| \| \| \| |
|              | \| \| itálicas \| \| \| \| \| \| celtas \| \| \| \| |
|              | itálicas                                            |
|              |                                                     |
|              | celtas                                              |
|              |                                                     |

|  | itálicas |
|  |          |
|  | celtas   |
|  |          |

|  | bálticas |
|  |          |
|  | eslavas  |
|  |          |

|              | germánicas                                          |
|              |                                                     |
| italo-celtas | \| \| itálicas \| \| \| \| \| \| celtas \| \| \| \| |
|              | \| \| itálicas \| \| \| \| \| \| celtas \| \| \| \| |
|              | itálicas                                            |
|              |                                                     |
|              | celtas                                              |
|              |                                                     |

|  | itálicas |
|  |          |
|  | celtas   |
|  |          |

|  | albánicas    |
|  |              |
|  | indo-iranias |
|  |              |

|  | bálticas |
|  |          |
|  | eslavas  |
|  |          |

|              | germánicas                                          |
|              |                                                     |
| italo-celtas | \| \| itálicas \| \| \| \| \| \| celtas \| \| \| \| |
|              | \| \| itálicas \| \| \| \| \| \| celtas \| \| \| \| |
|              | itálicas                                            |
|              |                                                     |
|              | celtas                                              |
|              |                                                     |

|  | itálicas |
|  |          |
|  | celtas   |
|  |          |

|  | bálticas |
|  |          |
|  | eslavas  |
|  |          |

|              | germánicas                                          |
|              |                                                     |
| italo-celtas | \| \| itálicas \| \| \| \| \| \| celtas \| \| \| \| |
|              | \| \| itálicas \| \| \| \| \| \| celtas \| \| \| \| |
|              | itálicas                                            |
|              |                                                     |
|              | celtas                                              |
|              |                                                     |

|  | itálicas |
|  |          |
|  | celtas   |
|  |          |

El árbol de Gamallo-Pichel-Alegria que en cambio emplea métodos lexicoestaticos y parámetros de evolución lingüística tiene la siguiente forma:
|  | celtas   |
|  |          |
|  | itálicas |
|  |          |

|  | albánicas  |
|  |            |
|  | germánicas |
|  |            |

|  | armenio |
|  |         |
|  | griegas |
|  |         |

|               | daco-tracias (†)                                     |
|               |                                                      |
| balto-eslavas | \| \| bálticas \| \| \| \| \| \| eslavas \| \| \| \| |
|               | \| \| bálticas \| \| \| \| \| \| eslavas \| \| \| \| |
|               | bálticas                                             |
|               |                                                      |
|               | eslavas                                              |
|               |                                                      |

|  | bálticas |
|  |          |
|  | eslavas  |
|  |          |

|               | daco-tracias (†)                                     |
|               |                                                      |
| balto-eslavas | \| \| bálticas \| \| \| \| \| \| eslavas \| \| \| \| |
|               | \| \| bálticas \| \| \| \| \| \| eslavas \| \| \| \| |
|               | bálticas                                             |
|               |                                                      |
|               | eslavas                                              |
|               |                                                      |

|  | bálticas |
|  |          |
|  | eslavas  |
|  |          |

|  | armenio |
|  |         |
|  | griegas |
|  |         |

|               | daco-tracias (†)                                     |
|               |                                                      |
| balto-eslavas | \| \| bálticas \| \| \| \| \| \| eslavas \| \| \| \| |
|               | \| \| bálticas \| \| \| \| \| \| eslavas \| \| \| \| |
|               | bálticas                                             |
|               |                                                      |
|               | eslavas                                              |
|               |                                                      |

|  | bálticas |
|  |          |
|  | eslavas  |
|  |          |

|               | daco-tracias (†)                                     |
|               |                                                      |
| balto-eslavas | \| \| bálticas \| \| \| \| \| \| eslavas \| \| \| \| |
|               | \| \| bálticas \| \| \| \| \| \| eslavas \| \| \| \| |
|               | bálticas                                             |
|               |                                                      |
|               | eslavas                                              |
|               |                                                      |

|  | bálticas |
|  |          |
|  | eslavas  |
|  |          |

|  | albánicas  |
|  |            |
|  | germánicas |
|  |            |

|  | armenio |
|  |         |
|  | griegas |
|  |         |

|               | daco-tracias (†)                                     |
|               |                                                      |
| balto-eslavas | \| \| bálticas \| \| \| \| \| \| eslavas \| \| \| \| |
|               | \| \| bálticas \| \| \| \| \| \| eslavas \| \| \| \| |
|               | bálticas                                             |
|               |                                                      |
|               | eslavas                                              |
|               |                                                      |

|  | bálticas |
|  |          |
|  | eslavas  |
|  |          |

|               | daco-tracias (†)                                     |
|               |                                                      |
| balto-eslavas | \| \| bálticas \| \| \| \| \| \| eslavas \| \| \| \| |
|               | \| \| bálticas \| \| \| \| \| \| eslavas \| \| \| \| |
|               | bálticas                                             |
|               |                                                      |
|               | eslavas                                              |
|               |                                                      |

|  | bálticas |
|  |          |
|  | eslavas  |
|  |          |

|  | armenio |
|  |         |
|  | griegas |
|  |         |

|               | daco-tracias (†)                                     |
|               |                                                      |
| balto-eslavas | \| \| bálticas \| \| \| \| \| \| eslavas \| \| \| \| |
|               | \| \| bálticas \| \| \| \| \| \| eslavas \| \| \| \| |
|               | bálticas                                             |
|               |                                                      |
|               | eslavas                                              |
|               |                                                      |

|  | bálticas |
|  |          |
|  | eslavas  |
|  |          |

|               | daco-tracias (†)                                     |
|               |                                                      |
| balto-eslavas | \| \| bálticas \| \| \| \| \| \| eslavas \| \| \| \| |
|               | \| \| bálticas \| \| \| \| \| \| eslavas \| \| \| \| |
|               | bálticas                                             |
|               |                                                      |
|               | eslavas                                              |
|               |                                                      |

|  | bálticas |
|  |          |
|  | eslavas  |
|  |          |

|  | celtas   |
|  |          |
|  | itálicas |
|  |          |

|  | albánicas  |
|  |            |
|  | germánicas |
|  |            |

|  | armenio |
|  |         |
|  | griegas |
|  |         |

|               | daco-tracias (†)                                     |
|               |                                                      |
| balto-eslavas | \| \| bálticas \| \| \| \| \| \| eslavas \| \| \| \| |
|               | \| \| bálticas \| \| \| \| \| \| eslavas \| \| \| \| |
|               | bálticas                                             |
|               |                                                      |
|               | eslavas                                              |
|               |                                                      |

|  | bálticas |
|  |          |
|  | eslavas  |
|  |          |

|               | daco-tracias (†)                                     |
|               |                                                      |
| balto-eslavas | \| \| bálticas \| \| \| \| \| \| eslavas \| \| \| \| |
|               | \| \| bálticas \| \| \| \| \| \| eslavas \| \| \| \| |
|               | bálticas                                             |
|               |                                                      |
|               | eslavas                                              |
|               |                                                      |

|  | bálticas |
|  |          |
|  | eslavas  |
|  |          |

|  | armenio |
|  |         |
|  | griegas |
|  |         |

|               | daco-tracias (†)                                     |
|               |                                                      |
| balto-eslavas | \| \| bálticas \| \| \| \| \| \| eslavas \| \| \| \| |
|               | \| \| bálticas \| \| \| \| \| \| eslavas \| \| \| \| |
|               | bálticas                                             |
|               |                                                      |
|               | eslavas                                              |
|               |                                                      |

|  | bálticas |
|  |          |
|  | eslavas  |
|  |          |

|               | daco-tracias (†)                                     |
|               |                                                      |
| balto-eslavas | \| \| bálticas \| \| \| \| \| \| eslavas \| \| \| \| |
|               | \| \| bálticas \| \| \| \| \| \| eslavas \| \| \| \| |
|               | bálticas                                             |
|               |                                                      |
|               | eslavas                                              |
|               |                                                      |

|  | bálticas |
|  |          |
|  | eslavas  |
|  |          |

|  | albánicas  |
|  |            |
|  | germánicas |
|  |            |

|  | armenio |
|  |         |
|  | griegas |
|  |         |

|               | daco-tracias (†)                                     |
|               |                                                      |
| balto-eslavas | \| \| bálticas \| \| \| \| \| \| eslavas \| \| \| \| |
|               | \| \| bálticas \| \| \| \| \| \| eslavas \| \| \| \| |
|               | bálticas                                             |
|               |                                                      |
|               | eslavas                                              |
|               |                                                      |

|  | bálticas |
|  |          |
|  | eslavas  |
|  |          |

|               | daco-tracias (†)                                     |
|               |                                                      |
| balto-eslavas | \| \| bálticas \| \| \| \| \| \| eslavas \| \| \| \| |
|               | \| \| bálticas \| \| \| \| \| \| eslavas \| \| \| \| |
|               | bálticas                                             |
|               |                                                      |
|               | eslavas                                              |
|               |                                                      |

|  | bálticas |
|  |          |
|  | eslavas  |
|  |          |

|  | armenio |
|  |         |
|  | griegas |
|  |         |

|               | daco-tracias (†)                                     |
|               |                                                      |
| balto-eslavas | \| \| bálticas \| \| \| \| \| \| eslavas \| \| \| \| |
|               | \| \| bálticas \| \| \| \| \| \| eslavas \| \| \| \| |
|               | bálticas                                             |
|               |                                                      |
|               | eslavas                                              |
|               |                                                      |

|  | bálticas |
|  |          |
|  | eslavas  |
|  |          |

|               | daco-tracias (†)                                     |
|               |                                                      |
| balto-eslavas | \| \| bálticas \| \| \| \| \| \| eslavas \| \| \| \| |
|               | \| \| bálticas \| \| \| \| \| \| eslavas \| \| \| \| |
|               | bálticas                                             |
|               |                                                      |
|               | eslavas                                              |
|               |                                                      |

|  | bálticas |
|  |          |
|  | eslavas  |
|  |          |

|  | celtas   |
|  |          |
|  | itálicas |
|  |          |

|  | albánicas  |
|  |            |
|  | germánicas |
|  |            |

|  | armenio |
|  |         |
|  | griegas |
|  |         |

|               | daco-tracias (†)                                     |
|               |                                                      |
| balto-eslavas | \| \| bálticas \| \| \| \| \| \| eslavas \| \| \| \| |
|               | \| \| bálticas \| \| \| \| \| \| eslavas \| \| \| \| |
|               | bálticas                                             |
|               |                                                      |
|               | eslavas                                              |
|               |                                                      |

|  | bálticas |
|  |          |
|  | eslavas  |
|  |          |

|               | daco-tracias (†)                                     |
|               |                                                      |
| balto-eslavas | \| \| bálticas \| \| \| \| \| \| eslavas \| \| \| \| |
|               | \| \| bálticas \| \| \| \| \| \| eslavas \| \| \| \| |
|               | bálticas                                             |
|               |                                                      |
|               | eslavas                                              |
|               |                                                      |

|  | bálticas |
|  |          |
|  | eslavas  |
|  |          |

|  | armenio |
|  |         |
|  | griegas |
|  |         |

|               | daco-tracias (†)                                     |
|               |                                                      |
| balto-eslavas | \| \| bálticas \| \| \| \| \| \| eslavas \| \| \| \| |
|               | \| \| bálticas \| \| \| \| \| \| eslavas \| \| \| \| |
|               | bálticas                                             |
|               |                                                      |
|               | eslavas                                              |
|               |                                                      |

|  | bálticas |
|  |          |
|  | eslavas  |
|  |          |

|               | daco-tracias (†)                                     |
|               |                                                      |
| balto-eslavas | \| \| bálticas \| \| \| \| \| \| eslavas \| \| \| \| |
|               | \| \| bálticas \| \| \| \| \| \| eslavas \| \| \| \| |
|               | bálticas                                             |
|               |                                                      |
|               | eslavas                                              |
|               |                                                      |

|  | bálticas |
|  |          |
|  | eslavas  |
|  |          |

|  | albánicas  |
|  |            |
|  | germánicas |
|  |            |

|  | armenio |
|  |         |
|  | griegas |
|  |         |

|               | daco-tracias (†)                                     |
|               |                                                      |
| balto-eslavas | \| \| bálticas \| \| \| \| \| \| eslavas \| \| \| \| |
|               | \| \| bálticas \| \| \| \| \| \| eslavas \| \| \| \| |
|               | bálticas                                             |
|               |                                                      |
|               | eslavas                                              |
|               |                                                      |

|  | bálticas |
|  |          |
|  | eslavas  |
|  |          |

|               | daco-tracias (†)                                     |
|               |                                                      |
| balto-eslavas | \| \| bálticas \| \| \| \| \| \| eslavas \| \| \| \| |
|               | \| \| bálticas \| \| \| \| \| \| eslavas \| \| \| \| |
|               | bálticas                                             |
|               |                                                      |
|               | eslavas                                              |
|               |                                                      |

|  | bálticas |
|  |          |
|  | eslavas  |
|  |          |

|  | armenio |
|  |         |
|  | griegas |
|  |         |

|               | daco-tracias (†)                                     |
|               |                                                      |
| balto-eslavas | \| \| bálticas \| \| \| \| \| \| eslavas \| \| \| \| |
|               | \| \| bálticas \| \| \| \| \| \| eslavas \| \| \| \| |
|               | bálticas                                             |
|               |                                                      |
|               | eslavas                                              |
|               |                                                      |

|  | bálticas |
|  |          |
|  | eslavas  |
|  |          |

|               | daco-tracias (†)                                     |
|               |                                                      |
| balto-eslavas | \| \| bálticas \| \| \| \| \| \| eslavas \| \| \| \| |
|               | \| \| bálticas \| \| \| \| \| \| eslavas \| \| \| \| |
|               | bálticas                                             |
|               |                                                      |
|               | eslavas                                              |
|               |                                                      |

|  | bálticas |
|  |          |
|  | eslavas  |
|  |          |

|  | celtas   |
|  |          |
|  | itálicas |
|  |          |

|  | albánicas  |
|  |            |
|  | germánicas |
|  |            |

|  | armenio |
|  |         |
|  | griegas |
|  |         |

|               | daco-tracias (†)                                     |
|               |                                                      |
| balto-eslavas | \| \| bálticas \| \| \| \| \| \| eslavas \| \| \| \| |
|               | \| \| bálticas \| \| \| \| \| \| eslavas \| \| \| \| |
|               | bálticas                                             |
|               |                                                      |
|               | eslavas                                              |
|               |                                                      |

|  | bálticas |
|  |          |
|  | eslavas  |
|  |          |

|               | daco-tracias (†)                                     |
|               |                                                      |
| balto-eslavas | \| \| bálticas \| \| \| \| \| \| eslavas \| \| \| \| |
|               | \| \| bálticas \| \| \| \| \| \| eslavas \| \| \| \| |
|               | bálticas                                             |
|               |                                                      |
|               | eslavas                                              |
|               |                                                      |

|  | bálticas |
|  |          |
|  | eslavas  |
|  |          |

|  | armenio |
|  |         |
|  | griegas |
|  |         |

|               | daco-tracias (†)                                     |
|               |                                                      |
| balto-eslavas | \| \| bálticas \| \| \| \| \| \| eslavas \| \| \| \| |
|               | \| \| bálticas \| \| \| \| \| \| eslavas \| \| \| \| |
|               | bálticas                                             |
|               |                                                      |
|               | eslavas                                              |
|               |                                                      |

|  | bálticas |
|  |          |
|  | eslavas  |
|  |          |

|               | daco-tracias (†)                                     |
|               |                                                      |
| balto-eslavas | \| \| bálticas \| \| \| \| \| \| eslavas \| \| \| \| |
|               | \| \| bálticas \| \| \| \| \| \| eslavas \| \| \| \| |
|               | bálticas                                             |
|               |                                                      |
|               | eslavas                                              |
|               |                                                      |

|  | bálticas |
|  |          |
|  | eslavas  |
|  |          |

|  | albánicas  |
|  |            |
|  | germánicas |
|  |            |

|  | armenio |
|  |         |
|  | griegas |
|  |         |

|               | daco-tracias (†)                                     |
|               |                                                      |
| balto-eslavas | \| \| bálticas \| \| \| \| \| \| eslavas \| \| \| \| |
|               | \| \| bálticas \| \| \| \| \| \| eslavas \| \| \| \| |
|               | bálticas                                             |
|               |                                                      |
|               | eslavas                                              |
|               |                                                      |

|  | bálticas |
|  |          |
|  | eslavas  |
|  |          |

|               | daco-tracias (†)                                     |
|               |                                                      |
| balto-eslavas | \| \| bálticas \| \| \| \| \| \| eslavas \| \| \| \| |
|               | \| \| bálticas \| \| \| \| \| \| eslavas \| \| \| \| |
|               | bálticas                                             |
|               |                                                      |
|               | eslavas                                              |
|               |                                                      |

|  | bálticas |
|  |          |
|  | eslavas  |
|  |          |

|  | armenio |
|  |         |
|  | griegas |
|  |         |

|               | daco-tracias (†)                                     |
|               |                                                      |
| balto-eslavas | \| \| bálticas \| \| \| \| \| \| eslavas \| \| \| \| |
|               | \| \| bálticas \| \| \| \| \| \| eslavas \| \| \| \| |
|               | bálticas                                             |
|               |                                                      |
|               | eslavas                                              |
|               |                                                      |

|  | bálticas |
|  |          |
|  | eslavas  |
|  |          |

|               | daco-tracias (†)                                     |
|               |                                                      |
| balto-eslavas | \| \| bálticas \| \| \| \| \| \| eslavas \| \| \| \| |
|               | \| \| bálticas \| \| \| \| \| \| eslavas \| \| \| \| |
|               | bálticas                                             |
|               |                                                      |
|               | eslavas                                              |
|               |                                                      |

|  | bálticas |
|  |          |
|  | eslavas  |
|  |          |

|  | celtas   |
|  |          |
|  | itálicas |
|  |          |

|  | albánicas  |
|  |            |
|  | germánicas |
|  |            |

|  | armenio |
|  |         |
|  | griegas |
|  |         |

|               | daco-tracias (†)                                     |
|               |                                                      |
| balto-eslavas | \| \| bálticas \| \| \| \| \| \| eslavas \| \| \| \| |
|               | \| \| bálticas \| \| \| \| \| \| eslavas \| \| \| \| |
|               | bálticas                                             |
|               |                                                      |
|               | eslavas                                              |
|               |                                                      |

|  | bálticas |
|  |          |
|  | eslavas  |
|  |          |

|               | daco-tracias (†)                                     |
|               |                                                      |
| balto-eslavas | \| \| bálticas \| \| \| \| \| \| eslavas \| \| \| \| |
|               | \| \| bálticas \| \| \| \| \| \| eslavas \| \| \| \| |
|               | bálticas                                             |
|               |                                                      |
|               | eslavas                                              |
|               |                                                      |

|  | bálticas |
|  |          |
|  | eslavas  |
|  |          |

|  | armenio |
|  |         |
|  | griegas |
|  |         |

|               | daco-tracias (†)                                     |
|               |                                                      |
| balto-eslavas | \| \| bálticas \| \| \| \| \| \| eslavas \| \| \| \| |
|               | \| \| bálticas \| \| \| \| \| \| eslavas \| \| \| \| |
|               | bálticas                                             |
|               |                                                      |
|               | eslavas                                              |
|               |                                                      |

|  | bálticas |
|  |          |
|  | eslavas  |
|  |          |

|               | daco-tracias (†)                                     |
|               |                                                      |
| balto-eslavas | \| \| bálticas \| \| \| \| \| \| eslavas \| \| \| \| |
|               | \| \| bálticas \| \| \| \| \| \| eslavas \| \| \| \| |
|               | bálticas                                             |
|               |                                                      |
|               | eslavas                                              |
|               |                                                      |

|  | bálticas |
|  |          |
|  | eslavas  |
|  |          |

|  | albánicas  |
|  |            |
|  | germánicas |
|  |            |

|  | armenio |
|  |         |
|  | griegas |
|  |         |

|               | daco-tracias (†)                                     |
|               |                                                      |
| balto-eslavas | \| \| bálticas \| \| \| \| \| \| eslavas \| \| \| \| |
|               | \| \| bálticas \| \| \| \| \| \| eslavas \| \| \| \| |
|               | bálticas                                             |
|               |                                                      |
|               | eslavas                                              |
|               |                                                      |

|  | bálticas |
|  |          |
|  | eslavas  |
|  |          |

|               | daco-tracias (†)                                     |
|               |                                                      |
| balto-eslavas | \| \| bálticas \| \| \| \| \| \| eslavas \| \| \| \| |
|               | \| \| bálticas \| \| \| \| \| \| eslavas \| \| \| \| |
|               | bálticas                                             |
|               |                                                      |
|               | eslavas                                              |
|               |                                                      |

|  | bálticas |
|  |          |
|  | eslavas  |
|  |          |

|  | armenio |
|  |         |
|  | griegas |
|  |         |

|               | daco-tracias (†)                                     |
|               |                                                      |
| balto-eslavas | \| \| bálticas \| \| \| \| \| \| eslavas \| \| \| \| |
|               | \| \| bálticas \| \| \| \| \| \| eslavas \| \| \| \| |
|               | bálticas                                             |
|               |                                                      |
|               | eslavas                                              |
|               |                                                      |

|  | bálticas |
|  |          |
|  | eslavas  |
|  |          |

|               | daco-tracias (†)                                     |
|               |                                                      |
| balto-eslavas | \| \| bálticas \| \| \| \| \| \| eslavas \| \| \| \| |
|               | \| \| bálticas \| \| \| \| \| \| eslavas \| \| \| \| |
|               | bálticas                                             |
|               |                                                      |
|               | eslavas                                              |
|               |                                                      |

|  | bálticas |
|  |          |
|  | eslavas  |
|  |          |

|  | celtas   |
|  |          |
|  | itálicas |
|  |          |

|  | albánicas  |
|  |            |
|  | germánicas |
|  |            |

|  | armenio |
|  |         |
|  | griegas |
|  |         |

|               | daco-tracias (†)                                     |
|               |                                                      |
| balto-eslavas | \| \| bálticas \| \| \| \| \| \| eslavas \| \| \| \| |
|               | \| \| bálticas \| \| \| \| \| \| eslavas \| \| \| \| |
|               | bálticas                                             |
|               |                                                      |
|               | eslavas                                              |
|               |                                                      |

|  | bálticas |
|  |          |
|  | eslavas  |
|  |          |

|               | daco-tracias (†)                                     |
|               |                                                      |
| balto-eslavas | \| \| bálticas \| \| \| \| \| \| eslavas \| \| \| \| |
|               | \| \| bálticas \| \| \| \| \| \| eslavas \| \| \| \| |
|               | bálticas                                             |
|               |                                                      |
|               | eslavas                                              |
|               |                                                      |

|  | bálticas |
|  |          |
|  | eslavas  |
|  |          |

|  | armenio |
|  |         |
|  | griegas |
|  |         |

|               | daco-tracias (†)                                     |
|               |                                                      |
| balto-eslavas | \| \| bálticas \| \| \| \| \| \| eslavas \| \| \| \| |
|               | \| \| bálticas \| \| \| \| \| \| eslavas \| \| \| \| |
|               | bálticas                                             |
|               |                                                      |
|               | eslavas                                              |
|               |                                                      |

|  | bálticas |
|  |          |
|  | eslavas  |
|  |          |

|               | daco-tracias (†)                                     |
|               |                                                      |
| balto-eslavas | \| \| bálticas \| \| \| \| \| \| eslavas \| \| \| \| |
|               | \| \| bálticas \| \| \| \| \| \| eslavas \| \| \| \| |
|               | bálticas                                             |
|               |                                                      |
|               | eslavas                                              |
|               |                                                      |

|  | bálticas |
|  |          |
|  | eslavas  |
|  |          |

|  | albánicas  |
|  |            |
|  | germánicas |
|  |            |

|  | armenio |
|  |         |
|  | griegas |
|  |         |

|               | daco-tracias (†)                                     |
|               |                                                      |
| balto-eslavas | \| \| bálticas \| \| \| \| \| \| eslavas \| \| \| \| |
|               | \| \| bálticas \| \| \| \| \| \| eslavas \| \| \| \| |
|               | bálticas                                             |
|               |                                                      |
|               | eslavas                                              |
|               |                                                      |

|  | bálticas |
|  |          |
|  | eslavas  |
|  |          |

|               | daco-tracias (†)                                     |
|               |                                                      |
| balto-eslavas | \| \| bálticas \| \| \| \| \| \| eslavas \| \| \| \| |
|               | \| \| bálticas \| \| \| \| \| \| eslavas \| \| \| \| |
|               | bálticas                                             |
|               |                                                      |
|               | eslavas                                              |
|               |                                                      |

|  | bálticas |
|  |          |
|  | eslavas  |
|  |          |

|  | armenio |
|  |         |
|  | griegas |
|  |         |

|               | daco-tracias (†)                                     |
|               |                                                      |
| balto-eslavas | \| \| bálticas \| \| \| \| \| \| eslavas \| \| \| \| |
|               | \| \| bálticas \| \| \| \| \| \| eslavas \| \| \| \| |
|               | bálticas                                             |
|               |                                                      |
|               | eslavas                                              |
|               |                                                      |

|  | bálticas |
|  |          |
|  | eslavas  |
|  |          |

|               | daco-tracias (†)                                     |
|               |                                                      |
| balto-eslavas | \| \| bálticas \| \| \| \| \| \| eslavas \| \| \| \| |
|               | \| \| bálticas \| \| \| \| \| \| eslavas \| \| \| \| |
|               | bálticas                                             |
|               |                                                      |
|               | eslavas                                              |
|               |                                                      |

|  | bálticas |
|  |          |
|  | eslavas  |
|  |          |

|  | celtas   |
|  |          |
|  | itálicas |
|  |          |

|  | albánicas  |
|  |            |
|  | germánicas |
|  |            |

|  | armenio |
|  |         |
|  | griegas |
|  |         |

|               | daco-tracias (†)                                     |
|               |                                                      |
| balto-eslavas | \| \| bálticas \| \| \| \| \| \| eslavas \| \| \| \| |
|               | \| \| bálticas \| \| \| \| \| \| eslavas \| \| \| \| |
|               | bálticas                                             |
|               |                                                      |
|               | eslavas                                              |
|               |                                                      |

|  | bálticas |
|  |          |
|  | eslavas  |
|  |          |

|               | daco-tracias (†)                                     |
|               |                                                      |
| balto-eslavas | \| \| bálticas \| \| \| \| \| \| eslavas \| \| \| \| |
|               | \| \| bálticas \| \| \| \| \| \| eslavas \| \| \| \| |
|               | bálticas                                             |
|               |                                                      |
|               | eslavas                                              |
|               |                                                      |

|  | bálticas |
|  |          |
|  | eslavas  |
|  |          |

|  | armenio |
|  |         |
|  | griegas |
|  |         |

|               | daco-tracias (†)                                     |
|               |                                                      |
| balto-eslavas | \| \| bálticas \| \| \| \| \| \| eslavas \| \| \| \| |
|               | \| \| bálticas \| \| \| \| \| \| eslavas \| \| \| \| |
|               | bálticas                                             |
|               |                                                      |
|               | eslavas                                              |
|               |                                                      |

|  | bálticas |
|  |          |
|  | eslavas  |
|  |          |

|               | daco-tracias (†)                                     |
|               |                                                      |
| balto-eslavas | \| \| bálticas \| \| \| \| \| \| eslavas \| \| \| \| |
|               | \| \| bálticas \| \| \| \| \| \| eslavas \| \| \| \| |
|               | bálticas                                             |
|               |                                                      |
|               | eslavas                                              |
|               |                                                      |

|  | bálticas |
|  |          |
|  | eslavas  |
|  |          |

|  | albánicas  |
|  |            |
|  | germánicas |
|  |            |

|  | armenio |
|  |         |
|  | griegas |
|  |         |

|               | daco-tracias (†)                                     |
|               |                                                      |
| balto-eslavas | \| \| bálticas \| \| \| \| \| \| eslavas \| \| \| \| |
|               | \| \| bálticas \| \| \| \| \| \| eslavas \| \| \| \| |
|               | bálticas                                             |
|               |                                                      |
|               | eslavas                                              |
|               |                                                      |

|  | bálticas |
|  |          |
|  | eslavas  |
|  |          |

|               | daco-tracias (†)                                     |
|               |                                                      |
| balto-eslavas | \| \| bálticas \| \| \| \| \| \| eslavas \| \| \| \| |
|               | \| \| bálticas \| \| \| \| \| \| eslavas \| \| \| \| |
|               | bálticas                                             |
|               |                                                      |
|               | eslavas                                              |
|               |                                                      |

|  | bálticas |
|  |          |
|  | eslavas  |
|  |          |

|  | armenio |
|  |         |
|  | griegas |
|  |         |

|               | daco-tracias (†)                                     |
|               |                                                      |
| balto-eslavas | \| \| bálticas \| \| \| \| \| \| eslavas \| \| \| \| |
|               | \| \| bálticas \| \| \| \| \| \| eslavas \| \| \| \| |
|               | bálticas                                             |
|               |                                                      |
|               | eslavas                                              |
|               |                                                      |

|  | bálticas |
|  |          |
|  | eslavas  |
|  |          |

|               | daco-tracias (†)                                     |
|               |                                                      |
| balto-eslavas | \| \| bálticas \| \| \| \| \| \| eslavas \| \| \| \| |
|               | \| \| bálticas \| \| \| \| \| \| eslavas \| \| \| \| |
|               | bálticas                                             |
|               |                                                      |
|               | eslavas                                              |
|               |                                                      |

|  | bálticas |
|  |          |
|  | eslavas  |
|  |          |

|  | celtas   |
|  |          |
|  | itálicas |
|  |          |

|  | albánicas  |
|  |            |
|  | germánicas |
|  |            |

|  | armenio |
|  |         |
|  | griegas |
|  |         |

|               | daco-tracias (†)                                     |
|               |                                                      |
| balto-eslavas | \| \| bálticas \| \| \| \| \| \| eslavas \| \| \| \| |
|               | \| \| bálticas \| \| \| \| \| \| eslavas \| \| \| \| |
|               | bálticas                                             |
|               |                                                      |
|               | eslavas                                              |
|               |                                                      |

|  | bálticas |
|  |          |
|  | eslavas  |
|  |          |

|               | daco-tracias (†)                                     |
|               |                                                      |
| balto-eslavas | \| \| bálticas \| \| \| \| \| \| eslavas \| \| \| \| |
|               | \| \| bálticas \| \| \| \| \| \| eslavas \| \| \| \| |
|               | bálticas                                             |
|               |                                                      |
|               | eslavas                                              |
|               |                                                      |

|  | bálticas |
|  |          |
|  | eslavas  |
|  |          |

|  | armenio |
|  |         |
|  | griegas |
|  |         |

|               | daco-tracias (†)                                     |
|               |                                                      |
| balto-eslavas | \| \| bálticas \| \| \| \| \| \| eslavas \| \| \| \| |
|               | \| \| bálticas \| \| \| \| \| \| eslavas \| \| \| \| |
|               | bálticas                                             |
|               |                                                      |
|               | eslavas                                              |
|               |                                                      |

|  | bálticas |
|  |          |
|  | eslavas  |
|  |          |

|               | daco-tracias (†)                                     |
|               |                                                      |
| balto-eslavas | \| \| bálticas \| \| \| \| \| \| eslavas \| \| \| \| |
|               | \| \| bálticas \| \| \| \| \| \| eslavas \| \| \| \| |
|               | bálticas                                             |
|               |                                                      |
|               | eslavas                                              |
|               |                                                      |

|  | bálticas |
|  |          |
|  | eslavas  |
|  |          |

|  | albánicas  |
|  |            |
|  | germánicas |
|  |            |

|  | armenio |
|  |         |
|  | griegas |
|  |         |

|               | daco-tracias (†)                                     |
|               |                                                      |
| balto-eslavas | \| \| bálticas \| \| \| \| \| \| eslavas \| \| \| \| |
|               | \| \| bálticas \| \| \| \| \| \| eslavas \| \| \| \| |
|               | bálticas                                             |
|               |                                                      |
|               | eslavas                                              |
|               |                                                      |

|  | bálticas |
|  |          |
|  | eslavas  |
|  |          |

|               | daco-tracias (†)                                     |
|               |                                                      |
| balto-eslavas | \| \| bálticas \| \| \| \| \| \| eslavas \| \| \| \| |
|               | \| \| bálticas \| \| \| \| \| \| eslavas \| \| \| \| |
|               | bálticas                                             |
|               |                                                      |
|               | eslavas                                              |
|               |                                                      |

|  | bálticas |
|  |          |
|  | eslavas  |
|  |          |

|  | armenio |
|  |         |
|  | griegas |
|  |         |

|               | daco-tracias (†)                                     |
|               |                                                      |
| balto-eslavas | \| \| bálticas \| \| \| \| \| \| eslavas \| \| \| \| |
|               | \| \| bálticas \| \| \| \| \| \| eslavas \| \| \| \| |
|               | bálticas                                             |
|               |                                                      |
|               | eslavas                                              |
|               |                                                      |

|  | bálticas |
|  |          |
|  | eslavas  |
|  |          |

|               | daco-tracias (†)                                     |
|               |                                                      |
| balto-eslavas | \| \| bálticas \| \| \| \| \| \| eslavas \| \| \| \| |
|               | \| \| bálticas \| \| \| \| \| \| eslavas \| \| \| \| |
|               | bálticas                                             |
|               |                                                      |
|               | eslavas                                              |
|               |                                                      |

|  | bálticas |
|  |          |
|  | eslavas  |
|  |          |

El árbol de Ringe-Warnow-Taylor, que deja fuera a las lenguas germánicas, ya que considerarlas implica que no existe un árbol de ajuste óptimo (es decir, filogenéticamente perfecto), tiene la siguiente forma:

|  | celtas   |
|  |          |
|  | itálicas |
|  |          |

|  | griegas  |
|  |          |
|  | armenias |
|  |          |

|               | indo-iranias                                         |
|               |                                                      |
| balto‑eslavas | \| \| eslavas \| \| \| \| \| \| bálticas \| \| \| \| |
|               | \| \| eslavas \| \| \| \| \| \| bálticas \| \| \| \| |
|               | eslavas                                              |
|               |                                                      |
|               | bálticas                                             |
|               |                                                      |

|  | eslavas  |
|  |          |
|  | bálticas |
|  |          |

|  | griegas  |
|  |          |
|  | armenias |
|  |          |

|               | indo-iranias                                         |
|               |                                                      |
| balto‑eslavas | \| \| eslavas \| \| \| \| \| \| bálticas \| \| \| \| |
|               | \| \| eslavas \| \| \| \| \| \| bálticas \| \| \| \| |
|               | eslavas                                              |
|               |                                                      |
|               | bálticas                                             |
|               |                                                      |

|  | eslavas  |
|  |          |
|  | bálticas |
|  |          |

|  | griegas  |
|  |          |
|  | armenias |
|  |          |

|               | indo-iranias                                         |
|               |                                                      |
| balto‑eslavas | \| \| eslavas \| \| \| \| \| \| bálticas \| \| \| \| |
|               | \| \| eslavas \| \| \| \| \| \| bálticas \| \| \| \| |
|               | eslavas                                              |
|               |                                                      |
|               | bálticas                                             |
|               |                                                      |

|  | eslavas  |
|  |          |
|  | bálticas |
|  |          |

|  | griegas  |
|  |          |
|  | armenias |
|  |          |

|               | indo-iranias                                         |
|               |                                                      |
| balto‑eslavas | \| \| eslavas \| \| \| \| \| \| bálticas \| \| \| \| |
|               | \| \| eslavas \| \| \| \| \| \| bálticas \| \| \| \| |
|               | eslavas                                              |
|               |                                                      |
|               | bálticas                                             |
|               |                                                      |

|  | eslavas  |
|  |          |
|  | bálticas |
|  |          |

|  | celtas   |
|  |          |
|  | itálicas |
|  |          |

|  | griegas  |
|  |          |
|  | armenias |
|  |          |

|               | indo-iranias                                         |
|               |                                                      |
| balto‑eslavas | \| \| eslavas \| \| \| \| \| \| bálticas \| \| \| \| |
|               | \| \| eslavas \| \| \| \| \| \| bálticas \| \| \| \| |
|               | eslavas                                              |
|               |                                                      |
|               | bálticas                                             |
|               |                                                      |

|  | eslavas  |
|  |          |
|  | bálticas |
|  |          |

|  | griegas  |
|  |          |
|  | armenias |
|  |          |

|               | indo-iranias                                         |
|               |                                                      |
| balto‑eslavas | \| \| eslavas \| \| \| \| \| \| bálticas \| \| \| \| |
|               | \| \| eslavas \| \| \| \| \| \| bálticas \| \| \| \| |
|               | eslavas                                              |
|               |                                                      |
|               | bálticas                                             |
|               |                                                      |

|  | eslavas  |
|  |          |
|  | bálticas |
|  |          |

|  | griegas  |
|  |          |
|  | armenias |
|  |          |

|               | indo-iranias                                         |
|               |                                                      |
| balto‑eslavas | \| \| eslavas \| \| \| \| \| \| bálticas \| \| \| \| |
|               | \| \| eslavas \| \| \| \| \| \| bálticas \| \| \| \| |
|               | eslavas                                              |
|               |                                                      |
|               | bálticas                                             |
|               |                                                      |

|  | eslavas  |
|  |          |
|  | bálticas |
|  |          |

|  | griegas  |
|  |          |
|  | armenias |
|  |          |

|               | indo-iranias                                         |
|               |                                                      |
| balto‑eslavas | \| \| eslavas \| \| \| \| \| \| bálticas \| \| \| \| |
|               | \| \| eslavas \| \| \| \| \| \| bálticas \| \| \| \| |
|               | eslavas                                              |
|               |                                                      |
|               | bálticas                                             |
|               |                                                      |

|  | eslavas  |
|  |          |
|  | bálticas |
|  |          |

|  | celtas   |
|  |          |
|  | itálicas |
|  |          |

|  | griegas  |
|  |          |
|  | armenias |
|  |          |

|               | indo-iranias                                         |
|               |                                                      |
| balto‑eslavas | \| \| eslavas \| \| \| \| \| \| bálticas \| \| \| \| |
|               | \| \| eslavas \| \| \| \| \| \| bálticas \| \| \| \| |
|               | eslavas                                              |
|               |                                                      |
|               | bálticas                                             |
|               |                                                      |

|  | eslavas  |
|  |          |
|  | bálticas |
|  |          |

|  | griegas  |
|  |          |
|  | armenias |
|  |          |

|               | indo-iranias                                         |
|               |                                                      |
| balto‑eslavas | \| \| eslavas \| \| \| \| \| \| bálticas \| \| \| \| |
|               | \| \| eslavas \| \| \| \| \| \| bálticas \| \| \| \| |
|               | eslavas                                              |
|               |                                                      |
|               | bálticas                                             |
|               |                                                      |

|  | eslavas  |
|  |          |
|  | bálticas |
|  |          |

|  | griegas  |
|  |          |
|  | armenias |
|  |          |

|               | indo-iranias                                         |
|               |                                                      |
| balto‑eslavas | \| \| eslavas \| \| \| \| \| \| bálticas \| \| \| \| |
|               | \| \| eslavas \| \| \| \| \| \| bálticas \| \| \| \| |
|               | eslavas                                              |
|               |                                                      |
|               | bálticas                                             |
|               |                                                      |

|  | eslavas  |
|  |          |
|  | bálticas |
|  |          |

|  | griegas  |
|  |          |
|  | armenias |
|  |          |

|               | indo-iranias                                         |
|               |                                                      |
| balto‑eslavas | \| \| eslavas \| \| \| \| \| \| bálticas \| \| \| \| |
|               | \| \| eslavas \| \| \| \| \| \| bálticas \| \| \| \| |
|               | eslavas                                              |
|               |                                                      |
|               | bálticas                                             |
|               |                                                      |

|  | eslavas  |
|  |          |
|  | bálticas |
|  |          |

|  | celtas   |
|  |          |
|  | itálicas |
|  |          |

|  | griegas  |
|  |          |
|  | armenias |
|  |          |

|               | indo-iranias                                         |
|               |                                                      |
| balto‑eslavas | \| \| eslavas \| \| \| \| \| \| bálticas \| \| \| \| |
|               | \| \| eslavas \| \| \| \| \| \| bálticas \| \| \| \| |
|               | eslavas                                              |
|               |                                                      |
|               | bálticas                                             |
|               |                                                      |

|  | eslavas  |
|  |          |
|  | bálticas |
|  |          |

|  | griegas  |
|  |          |
|  | armenias |
|  |          |

|               | indo-iranias                                         |
|               |                                                      |
| balto‑eslavas | \| \| eslavas \| \| \| \| \| \| bálticas \| \| \| \| |
|               | \| \| eslavas \| \| \| \| \| \| bálticas \| \| \| \| |
|               | eslavas                                              |
|               |                                                      |
|               | bálticas                                             |
|               |                                                      |

|  | eslavas  |
|  |          |
|  | bálticas |
|  |          |

|  | griegas  |
|  |          |
|  | armenias |
|  |          |

|               | indo-iranias                                         |
|               |                                                      |
| balto‑eslavas | \| \| eslavas \| \| \| \| \| \| bálticas \| \| \| \| |
|               | \| \| eslavas \| \| \| \| \| \| bálticas \| \| \| \| |
|               | eslavas                                              |
|               |                                                      |
|               | bálticas                                             |
|               |                                                      |

|  | eslavas  |
|  |          |
|  | bálticas |
|  |          |

|  | griegas  |
|  |          |
|  | armenias |
|  |          |

|               | indo-iranias                                         |
|               |                                                      |
| balto‑eslavas | \| \| eslavas \| \| \| \| \| \| bálticas \| \| \| \| |
|               | \| \| eslavas \| \| \| \| \| \| bálticas \| \| \| \| |
|               | eslavas                                              |
|               |                                                      |
|               | bálticas                                             |
|               |                                                      |

|  | eslavas  |
|  |          |
|  | bálticas |
|  |          |

|  | celtas   |
|  |          |
|  | itálicas |
|  |          |

|  | griegas  |
|  |          |
|  | armenias |
|  |          |

|               | indo-iranias                                         |
|               |                                                      |
| balto‑eslavas | \| \| eslavas \| \| \| \| \| \| bálticas \| \| \| \| |
|               | \| \| eslavas \| \| \| \| \| \| bálticas \| \| \| \| |
|               | eslavas                                              |
|               |                                                      |
|               | bálticas                                             |
|               |                                                      |

|  | eslavas  |
|  |          |
|  | bálticas |
|  |          |

|  | griegas  |
|  |          |
|  | armenias |
|  |          |

|               | indo-iranias                                         |
|               |                                                      |
| balto‑eslavas | \| \| eslavas \| \| \| \| \| \| bálticas \| \| \| \| |
|               | \| \| eslavas \| \| \| \| \| \| bálticas \| \| \| \| |
|               | eslavas                                              |
|               |                                                      |
|               | bálticas                                             |
|               |                                                      |

|  | eslavas  |
|  |          |
|  | bálticas |
|  |          |

|  | griegas  |
|  |          |
|  | armenias |
|  |          |

|               | indo-iranias                                         |
|               |                                                      |
| balto‑eslavas | \| \| eslavas \| \| \| \| \| \| bálticas \| \| \| \| |
|               | \| \| eslavas \| \| \| \| \| \| bálticas \| \| \| \| |
|               | eslavas                                              |
|               |                                                      |
|               | bálticas                                             |
|               |                                                      |

|  | eslavas  |
|  |          |
|  | bálticas |
|  |          |

|  | griegas  |
|  |          |
|  | armenias |
|  |          |

|               | indo-iranias                                         |
|               |                                                      |
| balto‑eslavas | \| \| eslavas \| \| \| \| \| \| bálticas \| \| \| \| |
|               | \| \| eslavas \| \| \| \| \| \| bálticas \| \| \| \| |
|               | eslavas                                              |
|               |                                                      |
|               | bálticas                                             |
|               |                                                      |

|  | eslavas  |
|  |          |
|  | bálticas |
|  |          |

|  | celtas   |
|  |          |
|  | itálicas |
|  |          |

|  | griegas  |
|  |          |
|  | armenias |
|  |          |

|               | indo-iranias                                         |
|               |                                                      |
| balto‑eslavas | \| \| eslavas \| \| \| \| \| \| bálticas \| \| \| \| |
|               | \| \| eslavas \| \| \| \| \| \| bálticas \| \| \| \| |
|               | eslavas                                              |
|               |                                                      |
|               | bálticas                                             |
|               |                                                      |

|  | eslavas  |
|  |          |
|  | bálticas |
|  |          |

|  | griegas  |
|  |          |
|  | armenias |
|  |          |

|               | indo-iranias                                         |
|               |                                                      |
| balto‑eslavas | \| \| eslavas \| \| \| \| \| \| bálticas \| \| \| \| |
|               | \| \| eslavas \| \| \| \| \| \| bálticas \| \| \| \| |
|               | eslavas                                              |
|               |                                                      |
|               | bálticas                                             |
|               |                                                      |

|  | eslavas  |
|  |          |
|  | bálticas |
|  |          |

|  | griegas  |
|  |          |
|  | armenias |
|  |          |

|               | indo-iranias                                         |
|               |                                                      |
| balto‑eslavas | \| \| eslavas \| \| \| \| \| \| bálticas \| \| \| \| |
|               | \| \| eslavas \| \| \| \| \| \| bálticas \| \| \| \| |
|               | eslavas                                              |
|               |                                                      |
|               | bálticas                                             |
|               |                                                      |

|  | eslavas  |
|  |          |
|  | bálticas |
|  |          |

|  | griegas  |
|  |          |
|  | armenias |
|  |          |

|               | indo-iranias                                         |
|               |                                                      |
| balto‑eslavas | \| \| eslavas \| \| \| \| \| \| bálticas \| \| \| \| |
|               | \| \| eslavas \| \| \| \| \| \| bálticas \| \| \| \| |
|               | eslavas                                              |
|               |                                                      |
|               | bálticas                                             |
|               |                                                      |

|  | eslavas  |
|  |          |
|  | bálticas |
|  |          |

|  | celtas   |
|  |          |
|  | itálicas |
|  |          |

|  | griegas  |
|  |          |
|  | armenias |
|  |          |

|               | indo-iranias                                         |
|               |                                                      |
| balto‑eslavas | \| \| eslavas \| \| \| \| \| \| bálticas \| \| \| \| |
|               | \| \| eslavas \| \| \| \| \| \| bálticas \| \| \| \| |
|               | eslavas                                              |
|               |                                                      |
|               | bálticas                                             |
|               |                                                      |

|  | eslavas  |
|  |          |
|  | bálticas |
|  |          |

|  | griegas  |
|  |          |
|  | armenias |
|  |          |

|               | indo-iranias                                         |
|               |                                                      |
| balto‑eslavas | \| \| eslavas \| \| \| \| \| \| bálticas \| \| \| \| |
|               | \| \| eslavas \| \| \| \| \| \| bálticas \| \| \| \| |
|               | eslavas                                              |
|               |                                                      |
|               | bálticas                                             |
|               |                                                      |

|  | eslavas  |
|  |          |
|  | bálticas |
|  |          |

|  | griegas  |
|  |          |
|  | armenias |
|  |          |

|               | indo-iranias                                         |
|               |                                                      |
| balto‑eslavas | \| \| eslavas \| \| \| \| \| \| bálticas \| \| \| \| |
|               | \| \| eslavas \| \| \| \| \| \| bálticas \| \| \| \| |
|               | eslavas                                              |
|               |                                                      |
|               | bálticas                                             |
|               |                                                      |

|  | eslavas  |
|  |          |
|  | bálticas |
|  |          |

|  | griegas  |
|  |          |
|  | armenias |
|  |          |

|               | indo-iranias                                         |
|               |                                                      |
| balto‑eslavas | \| \| eslavas \| \| \| \| \| \| bálticas \| \| \| \| |
|               | \| \| eslavas \| \| \| \| \| \| bálticas \| \| \| \| |
|               | eslavas                                              |
|               |                                                      |
|               | bálticas                                             |
|               |                                                      |

|  | eslavas  |
|  |          |
|  | bálticas |
|  |          |

|  | celtas   |
|  |          |
|  | itálicas |
|  |          |

|  | griegas  |
|  |          |
|  | armenias |
|  |          |

|               | indo-iranias                                         |
|               |                                                      |
| balto‑eslavas | \| \| eslavas \| \| \| \| \| \| bálticas \| \| \| \| |
|               | \| \| eslavas \| \| \| \| \| \| bálticas \| \| \| \| |
|               | eslavas                                              |
|               |                                                      |
|               | bálticas                                             |
|               |                                                      |

|  | eslavas  |
|  |          |
|  | bálticas |
|  |          |

|  | griegas  |
|  |          |
|  | armenias |
|  |          |

|               | indo-iranias                                         |
|               |                                                      |
| balto‑eslavas | \| \| eslavas \| \| \| \| \| \| bálticas \| \| \| \| |
|               | \| \| eslavas \| \| \| \| \| \| bálticas \| \| \| \| |
|               | eslavas                                              |
|               |                                                      |
|               | bálticas                                             |
|               |                                                      |

|  | eslavas  |
|  |          |
|  | bálticas |
|  |          |

|  | griegas  |
|  |          |
|  | armenias |
|  |          |

|               | indo-iranias                                         |
|               |                                                      |
| balto‑eslavas | \| \| eslavas \| \| \| \| \| \| bálticas \| \| \| \| |
|               | \| \| eslavas \| \| \| \| \| \| bálticas \| \| \| \| |
|               | eslavas                                              |
|               |                                                      |
|               | bálticas                                             |
|               |                                                      |

|  | eslavas  |
|  |          |
|  | bálticas |
|  |          |

|  | griegas  |
|  |          |
|  | armenias |
|  |          |

|               | indo-iranias                                         |
|               |                                                      |
| balto‑eslavas | \| \| eslavas \| \| \| \| \| \| bálticas \| \| \| \| |
|               | \| \| eslavas \| \| \| \| \| \| bálticas \| \| \| \| |
|               | eslavas                                              |
|               |                                                      |
|               | bálticas                                             |
|               |                                                      |

|  | eslavas  |
|  |          |
|  | bálticas |
|  |          |

En un trabajo posterior Ringe-Warnow-Evans-Nakhleh usaron 292 caracteres (parámetros de comparación) y emplearon redes filogenéticas en lugar de árboles (bajo la hipótesis de homoplasia, desarrollo independiente y otras) llegando a una red filogenética muy similar al árbol de Gamallo-Pichel-Alegria, que incluía tres «ramas» de contacto (en rojo):

### Lenguas satem
Existen dudas de que las lenguas satem constituyan una unidad filogenética válida dentro del indoeuropeo, como una vez se pensó. Si los árboles filogenéticos propuestos por Ringe y Warnow son correctos, las lenguas satem constituirían una unidad filogenética (a diferencia de las lenguas centum, que serían el resto de lenguas que no formarían un grupo filogenético válido).
1. Lenguas albánicas: albanés, mesapio (†), ilirio (†)
2. Lenguas bálticas: letón, lituano, prusiano antiguo (†), curonio (†), selonio (†), sudovio (†)
3. Lenguas daco-tracias (†): dacio (†), tracio (†)
4. Lenguas eslavas
  1. Eslavas meridionales: bosnio, búlgaro, croata, esloveno, macedonio, serbio, antiguo eslavo eclesiástico (†).
  2. Eslavas occidentales
    - Polaco-casubio: polaco, polabo (†), silesiano, casubio
    - Otras: checo, eslovaco, sorabo (sorbio, lusacio).

  3. Eslavas orientales: ruso, bielorruso, ucraniano, ruteno (†), rusino.
5. Lenguas indoiranias: Lenguas indoiranias.
  1. Lenguas indoarias:

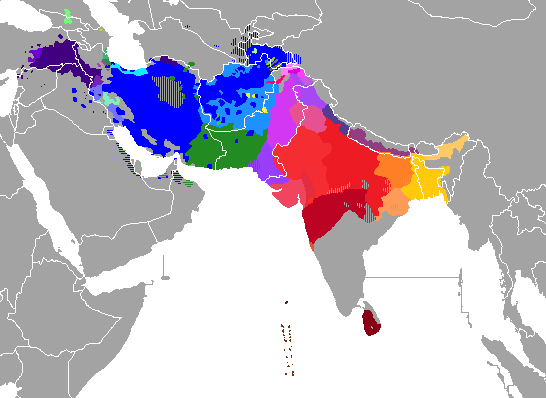
Lenguas indoiranias.

    - indoiranio antiguo y medio: sánscrito, prácrito (†).
    - moderno indoario: assamés, bengalí, cingalés, guyaratí del norte, guyaratí del sur, hindi-urdu, maratí, nepalí, panyabí central, romaní, sindhi, cachemir, bhili, chatisgarí, oriya, kumhali

  2. Lenguas iranias:
    - Antiguas: persa antiguo (†), avéstico (†), medo (†), escita (†).
    - Medias: sogdiano (†), kotanés (†), bactriano (†), parto (†), pahlavi (†), persa medio (†).
    - Modernas: beluche (baluchi), kurdo, pastún, persa moderno, tayiko, osetio/iron/digorés

  3. Lenguas dárdicas:
  4. Lenguas nuristaníes
6. Lenguas satem aisladas: armenio, peonio (†)

### Lenguas centum
Las lenguas centum no constituyen una unidad filogenética válida dentro del indoeuropeo, como una vez se pensó. Ya que entre estas lenguas se encuentra tanto el grupo anatolio que fue la primera rama en diferenciarse del indoeuropeo como lenguas que solo más tarde se diferenciarían entre sí. Dicho de otra manera, no sería posible reconstruir un «protocentum» que por diversificación hubiera dado lugar a las lenguas centum que fuera diferente del protoindoeuropeo común. En ese sentido, la clasificación en lenguas centum obedece más a hechos accidentales y convencionales, que a un hecho lingüístico estricto. Las lista de lenguas centum es la siguiente:
1. Lenguas anatolias (†): Hitita (†), lidio (†), licio (†), luvita (†), pisidio (†), sidético (†), cario (†), palaíta (†)
2. Lenguas celtas
  1. Lenguas celtas continentales: Galo (†), celtíbero (†), lepóntico (†), galata (†), galaico (†), nórico (†)
  2. Lenguas goidélicas (gaélicas): Manés, gaélico irlándes, gaélico escocés
  3. Lenguas britónicas: Córnico, bretón, galés.
3. Lenguas germánicasLenguas germánicas

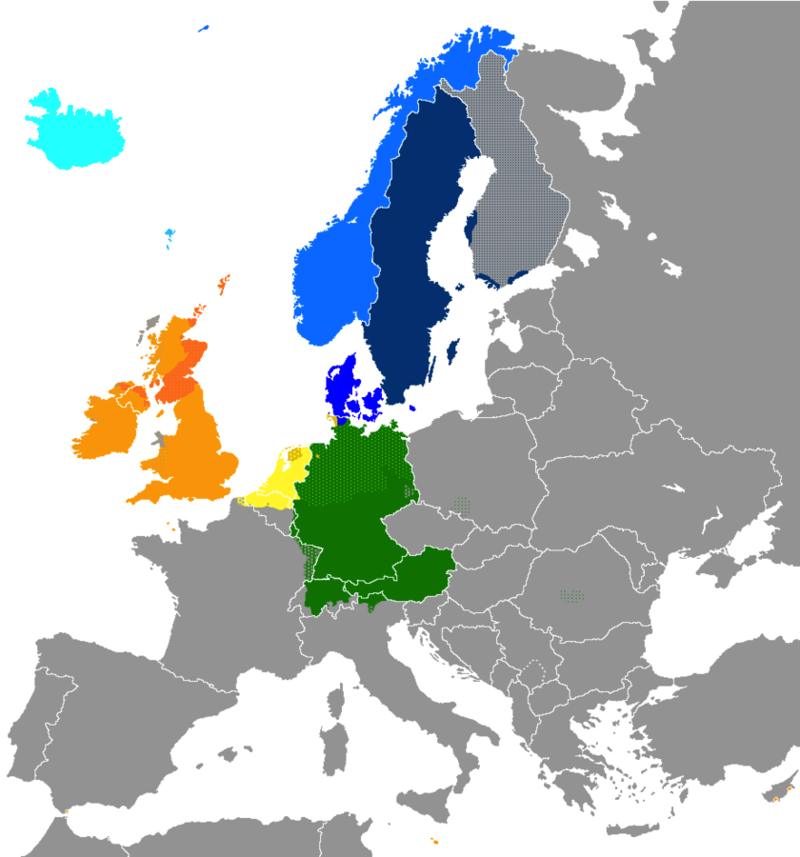
Lenguas germánicas

  1. Lenguas germánicas occidentales: 
    1. Lenguas anglofrisias: inglés, escocés (scots), frisón,
    2. Lenguas bajogermánicas: bajo alemán, neerlandés, afrikáans, limburgués
    3. Lenguas altogermánicas: alemán estándar (alto alemán), luxemburgués, yiddish

  2. Lenguas germánicas orientales: Gótico (†), burgundio (†), vándalo (†).
  3. Lenguas nórdicas: 
    1. Lenguas nórdicas occidentales: islandés, feroés, neonoruego (nynorsk), norn (†), noruego (bokmål, riskmål), dalecarniano,
    2. Lenguas nórdicas orientales: danés, sueco, gútnico antiguo (†).
4. Lenguas helénicas: Griego clásico, griego moderno, antiguo macedonio (†).
5. Lenguas itálicas:Lenguas latinas

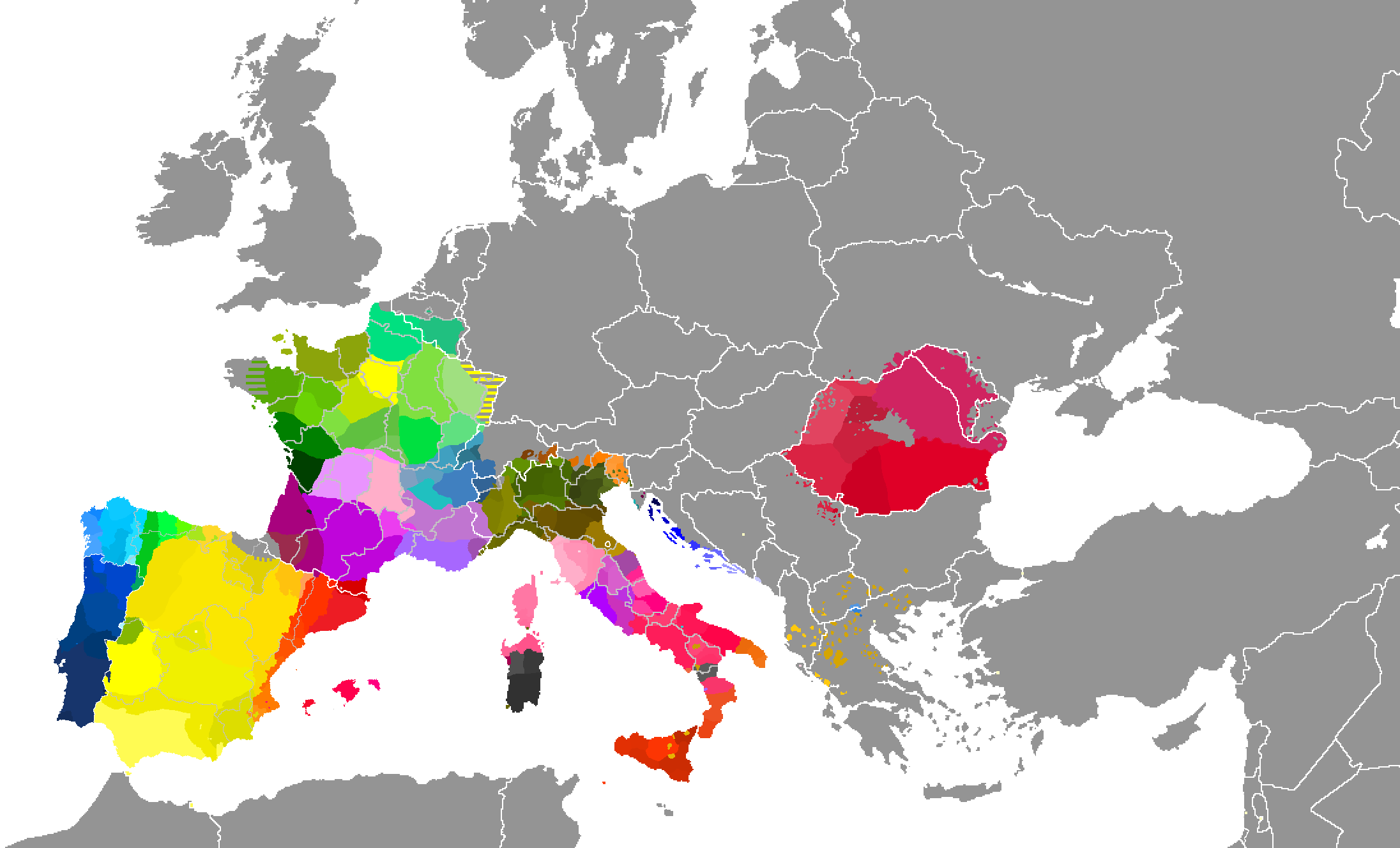
Lenguas latinas

  1. Lenguas osco-umbras (†): Osco (†), umbro (†), piceno meridional (†), peligno (†), ecuo (†), marso (†), sabino (†), presamnita (†), marrucino (†), vestino (†), volsco (†), érnico (†)
  2. Lenguas latino-faliscas: Falisco (†), sículo (†), venético (†), latín.
    1. Lenguas romances
      1. Lenguas romances occidentales
        1. Lenguas iberorromances: Español, gallego y portugués, asturleonés, aragonés
        2. Lenguas occitanorromances: Catalán, occitano.
        3. Lenguas galorromances: Francés y lenguas de oïl, franco-provenzal.
        4. Lenguas retorromances: Romanche, friulano, ladino.
        5. Lenguas galoitálicas: Ligur, piamontés, lombardo, emiliano-romañol, véneto.
        6. Mozárabe (†)
        7. Lenguas romances insulares: Sardo, sasarés, romance africano (†)

      2. Lenguas romances orientales
        1. Lenguas italorromances: Italiano estándar, romanesco, napolitano, siciliano, corso-gallurés.
        2. Lenguas balcorrumanas: Rumano, arrumano, meglenorrumano, istrorrumano
        3. Dálmata (†).
6. Lenguas tocarias (†): Tocario A (†), tocario B (†).
7. Lenguas centum aisladas: Lusitano (†), frigio (†)

### Parentesco con otras lenguas
Actualmente no existe una evidencia incontrovertible de que las lenguas indoeuropeas muestren un parentesco claro con lenguas de otras familias, aunque existe un cierto número de propuestas tentativas que sugieren que es posible reconocer el parentesco lejano de las lenguas indoeuropeas con otras familias lingüísticas de Eurasia. La hipótesis nostrática (Pedersen, Ílich-Svítych y Dolgopolski) y la hipótesis euroasiática de Greenberg sostienen que las lenguas urálicas, las lenguas afroasiáticas y otras muestran un parentesco reconocible con el protoindoeuropeo y que es posible reconstruir parcialmente la protolengua de la que descienden estas familias.
Sin embargo, estas hipótesis han encontrado un alto grado de críticas y no tienen aceptación general actualmente, aunque los partidarios de estas hipótesis han continuado con el trabajo comparativo en favor de la misma.